# David Ferrer
Pour les articles homonymes, voir Ferrer.
David Ferrer Ern, né le 2 avril 1982 à Jávea (Alicante), est un joueur de tennis espagnol.
Professionnel de 2000 à 2019, il a remporté 27 titres en simple sur le circuit ATP dont le Masters 1000 de Paris-Bercy en 2012 ainsi que 10 tournois ATP 500. Il est en 2017, parmi les joueurs n'ayant jamais remporté de tournoi du Grand Chelem, celui qui a remporté le plus de tournois. Son meilleur résultat en tournoi du Grand Chelem est une finale à Roland Garros en 2013 perdue face à Rafael Nadal. Il a également remporté trois Coupe Davis avec l'équipe d'Espagne et a été finaliste au Masters en 2007. En juillet 2013, à 31 ans, il atteint la troisième place au classement ATP.

## Carrière

### Parcours junior
À treize ans, David Ferrer déménage à Gandia, puis deux ans plus tard à Barcelone où il intègre la Fédération de Tennis catalane. Il passe neuf mois dans l'académie de Juan Carlos Ferrero à Villena avant de rentrer à Xàbia. À l'âge de 17 ans, alors qu'il est en retard à l'entraînement, son entraîneur Javier Piles lui fait des remontrances. Préférant sortir avec ses amis, David Ferrer arrête le tennis. Mais il n'a pas d'argent et son père Jaime Ferrer lui conseille de travailler comme maçon sur un chantier. Une semaine plus tard, au vu de son piètre salaire, il retourne aux côtés de Piles. Il passe professionnel en 2000 et finit l'année 419e joueur mondial, en remportant au passage des tournois Future en Pologne et en Espagne. Il remporte en 2001 son premier titre Challenger à Sopot.

### 2002: Première année pro conclue par un premier titre ATP
2002 est sa première année au haut niveau, où il obtient des résultats relativement satisfaisants, empochant son premier titre ATP à Bucarest et atteignant la finale du tournoi d'Umag. Il remporte également quatre titres Challengers à Naples, Valence, Sassuolo et Manerbio. Tous les matchs remportés cette année-là l'ont été sur terre battue, sauf un en Challenger. Il échoue aux qualifications du tournoi de Roland-Garros.

### 2003 - 2004: Début en Grand Chelem et entrée progressive dans le top 40
C'est en 2003 qu'a lieu le premier coup d'éclat du jeune Espagnol. Au premier tour du Masters de Rome, il dispose du tenant du titre Andre Agassi. Il participe aux quatre tournois du Grand Chelem (tout en ne passant qu'un tour à Roland-Garros et un à Wimbledon) et également à six Masters Series. Il fait son entrée pour la première fois de sa carrière parmi les 50 meilleurs joueurs mondiaux en atteignant la 49e place. Il atteint la troisième finale de sa carrière à Sopot (défaite face à Guillermo Coria) et finit l'année 71e joueur mondial.
Sa saison est marquée par une entrée dans le top 40 à la 38e place mondiale mais aussi par des quarts de finale à Buenos Aires, Valence, Bucarest et au Tournoi de Hambourg et deux demi-finales à Stuttgart et Palerme. Il termine l'année 49e mondial.

### 2005: Confirmation: Premier 1/4 de finale en Grand Chelem à Roland-Garros, deux 1/2 finale en Masters 1000 et entrée dans le top 20
Il atteint les demi-finales à Miami, perdant face à Rafael Nadal en deux manches et après avoir battu au troisième tour le 9e mondial, David Nalbandian. Dans sa ville, Valence, il atteint sa seule finale de l'année, qu'il perd face à Igor Andreev en trois sets. Pour sa troisième apparition Porte d'Auteuil, il réalise sa meilleure performance en Grand Chelem en atteignant les quarts de finale, après avoir éliminé le tenant du titre Gastón Gaudio et remonté un handicap de 4-0 dans le cinquième set, avant de perdre face au futur vainqueur, Rafael Nadal. Il atteint ensuite la finale à New Haven, et enchaîne par un troisième tour à l'US Open, puis par des quarts de finale aux Masters de Madrid et aux Masters de Paris-Bercy. Cette année, il remporte également ses deux premiers titres en double, à Viña del Mar et à Acapulco, avec Santiago Ventura.
Grâce à ces bons résultats, il achève l'année 14e mondial.

### 2006:1ertitre ATP 500 à Stuttgart et entrée dans le top 10
David Ferrer entame l'année 2006 par un quart de finale à Auckland et un huitième de finale à l'Open d'Australie. Il fait partie du top 10 pendant 5 semaines cette année. Il enchaîne par une deuxième demi-finale consécutive à Miami, perdant face à Roger Federer après avoir éliminé Andy Roddick en quart.
Il atteint les quarts à Monte-Carlo, battu par Federer, puis à Hambourg, battu par le futur vainqueur Tommy Robredo. Il atteint ensuite le troisième tour à Roland-Garros et les huitièmes de finale à Wimbledon, avant de remporter son second titre en carrière à Stuttgart, au terme d'une finale qui a duré près de cinq heures, et après avoir sauvé des balles de match. S'ensuivent des quarts de finale aux Masters de Cincinnati et à New Haven, et un troisième tour à l'US Open, avant de terminer l'année sur un quart à Bâle. Il finit à nouveau l'année 14e mondial.

### 2007:1redemi-finale en Grand Chelem à l'US Open, finale à laMasters Cupet entrée dans le top 5
Cette saison sera son année la plus prolifique jusqu'à 2012, avec trois titres, une demi-finale à l'US Open, et une finale aux Masters pour sa première participation.
Commençant la saison par un titre à Auckland en battant Mardy Fish (6-0, 4-6, 6-1) en demie, et le 7e mondial, son compatriote Tommy Robredo (6-4, 6-2) en finale. Il réalise un excellent début d'année en atteignant les huitièmes de finale à l'Open d'Australie, perdant contre Mardy Fish (1-6, 64-7, 6-2, 5-7).
Sur la tournée américaine au Masters d'Indian Wells, David atteint les quarts de finale en passant Luis Horna, Janko Tipsarević tranquille et Carlos Moyà (1-6, 6-2, 6-3), mais perdant face au jeune Serbe Novak Djokovic (3-6, 4-6). Puis un huitième au Masters de Miami, perdant contre le 3e mondial, Andy Roddick (5-7, 3-6).
Sur terre battue européenne au Masters de Monte-Carlo, il bat en huitième le 7e mondial, Novak Djokovic (7-5, 6-4), et perdant au tour suivant contre le no 1 mondial, Roger Federer (4-6, 0-6). Puis à l'Open de Barcelone, il s'impose contre Paul Goldstein, le qualifié Boris Pašanski et l'Argentin David Nalbandian (7-65, 6-2). Il s'incline en demi-finale contre son compatriote Rafael Nadal, no 2 mondial (5-7, 1-6). Il déçoit à Rome mais atteint les quarts au Masters de Hambourg en battant les Suédois Jonas Björkman et Robin Söderling en trois sets, puis le 8e mondial, Ivan Ljubičić (6-3, 6-3), avant de rendre les armes malgré un bon match contre Roger Federer (3-6, 6-4, 3-6).

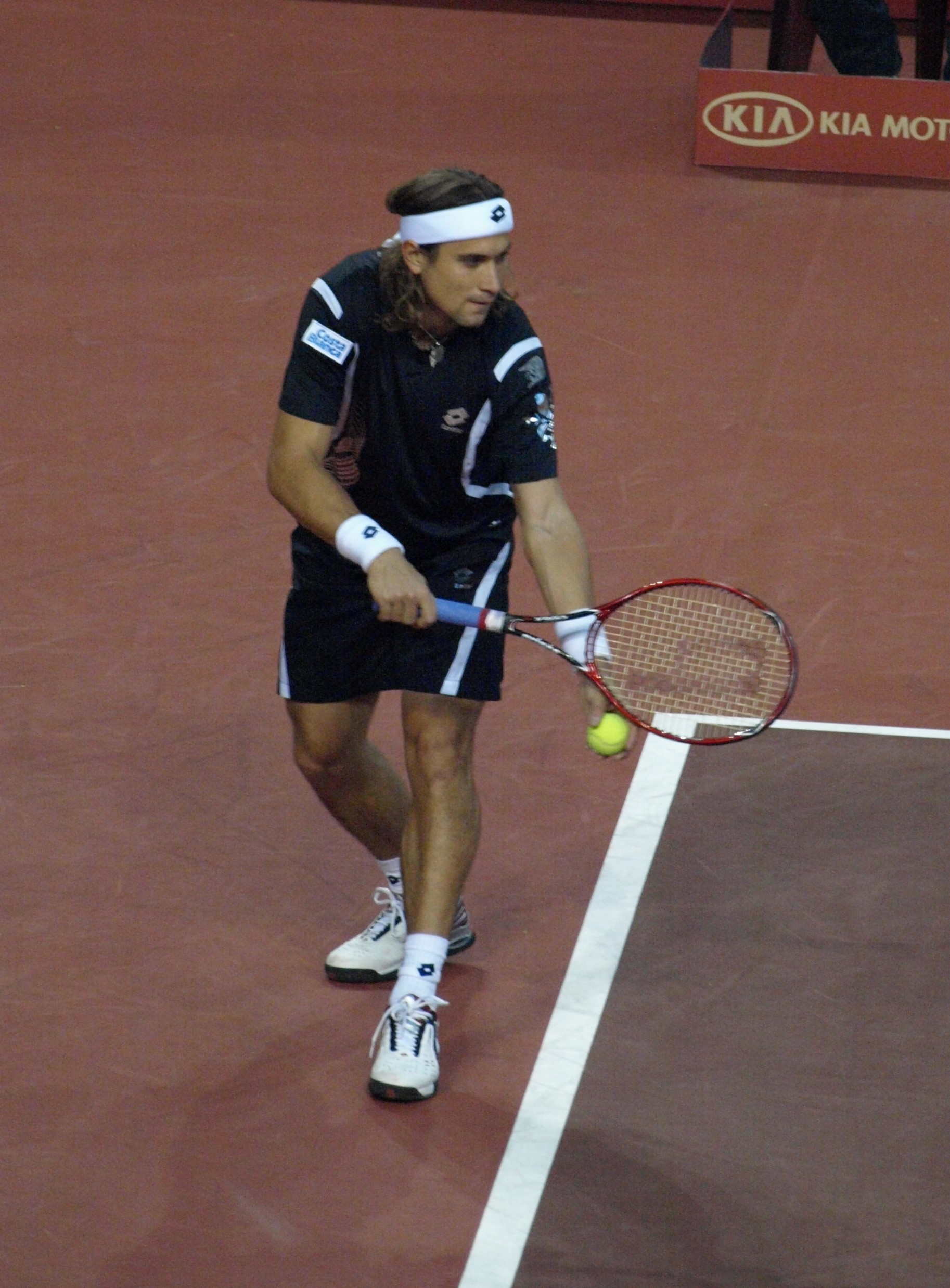
David Ferrer pendant les Masters Nationaux Espagnols.

Les deux tournois du Grand Chelem estivaux ne lui réussissent pourtant pas, se faisant sortir au troisième tour par Fernando Verdasco (6-4, 62-7, 3-6, 3-6) à Roland-Garros, et au deuxième tour par Paul-Henri Mathieu (3-6, 4-6, 3-6) à Wimbledon.
Faute d'avoir pu briller dans ces deux grands rendez-vous, il remporte peu après son deuxième titre de l'année à Båstad en battant (6-1, 6-2) en finale son compatriote Nicolás Almagro. Après de moins bons résultats, il revient au Masters de Cincinnati en battant John Isner, Radek Štěpánek et le 4e mondial, Andy Roddick (7-64, 6-4). Mais perdant contre la tête de série numéro 5, Nikolay Davydenko (2-6, 4-6). Enfin, Ferrer atteint, à la surprise générale, les demi-finales de l'US Open. Après avoir sorti sur son passage la tête de série numéro 28, David Nalbandian (6-3, 3-6, 4-6, 7-65, 7-5) et surtout Rafael Nadal (63-7, 6-4, 7-63, 6-2) en huitième. En quart, il passe facilement Juan Ignacio Chela en trois sets pour rallier pour la première fois le dernier carré à Flushing Meadows et la première également en Grand Chelem. En demi-finale, il affronte et s'incline face au Serbe Novak Djokovic en trois manches (4-6, 4-6, 3-6) alors 3e mondial.
Sur la tournée asiatique, il gagne le titre à l'ATP 500 de Tokyo en s'imposant notamment contre Feliciano López (6-4, 6-4) en quart, Ivo Karlović (7-63, 6-3) en demie et en finale, le Français Richard Gasquet (6-1, 6-2) plus facilement.
Enfin sur les tournois en salle, d'abord au Masters de Paris-Bercy en passant Mardy Fish (6-1, 7-64) et le 11e mondial, Tomáš Berdych (6-4, 6-2), avant de s'incliner contre le futur vainqueur, l'Argentin David Nalbandian (63-7, 7-63, 2-6). Il participe au Masters de Shanghai en tant que no 6 mondial avec les 7 autres meilleurs joueurs du monde tous présents pour la première fois de sa carrière. Dans sa poule, il reste invaincu en battant le no 3 mondial, Novak Djokovic (6-4, 6-4), le no 2 mondial, Rafael Nadal (4-6, 6-4, 6-3), et le no 8 mondial, Richard Gasquet (6-1, 6-1) pour se qualifier pour les demi-finales. Il affronte et bat facilement (6-1, 6-3) le no 5 mondial, Andy Roddick pour se qualifier pour la finale du Masters à sa première participation. Disputant sa finale la plus importante de sa carrière, en ne perdant qu'un set sur son parcours des maîtres, mais s'incline finalement (2-6, 3-6, 2-6) en finale face au no 1 mondial Roger Federer. Ces excellents résultats lui permettent de finir l'année 5e mondial.

### 2008:1revictoire en Coupe Davis, 1/4 de finale à l'Open d'Australie et à Roland Garros,4emondial pendant quelques semaines puis sortie du top 10

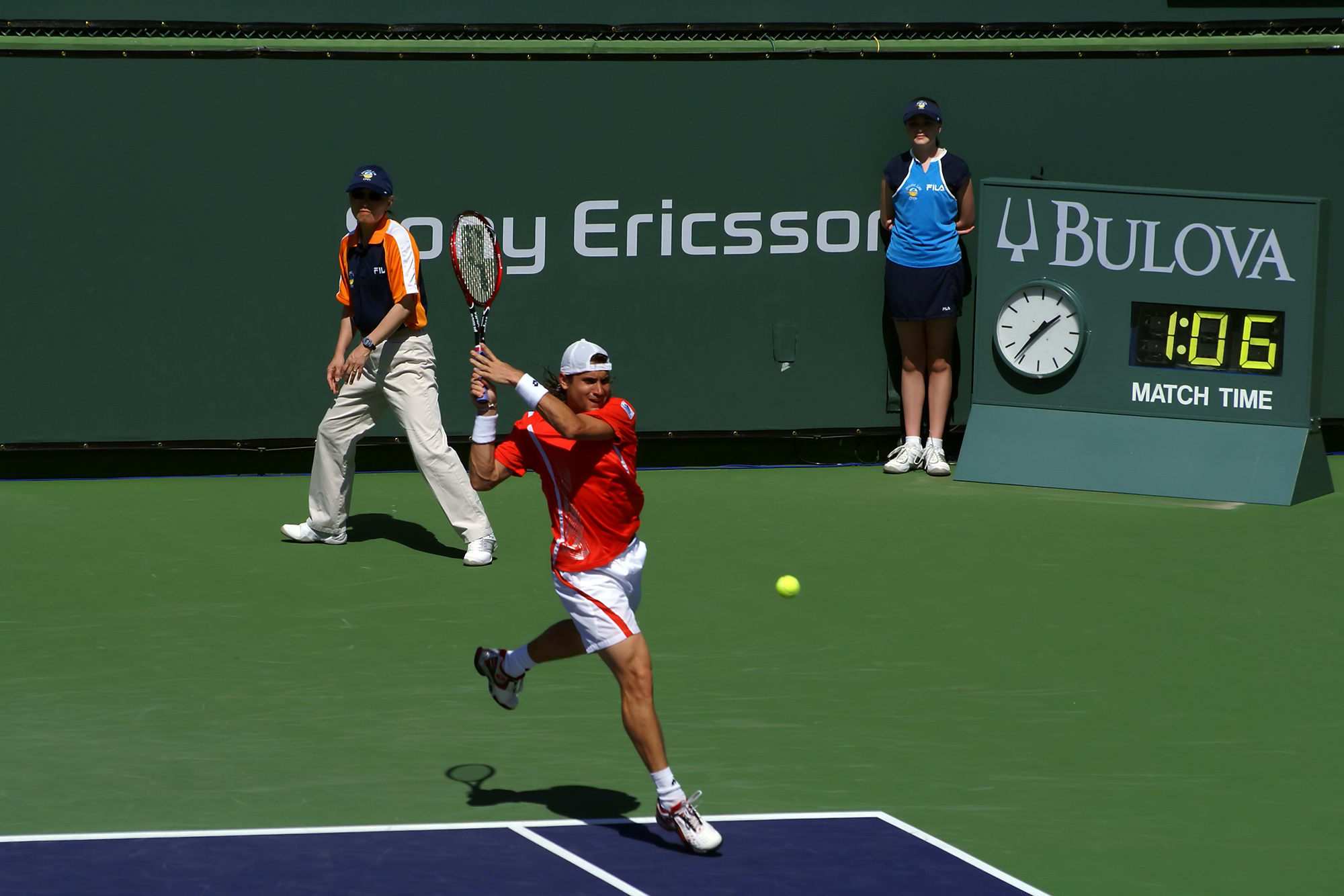
Ferrer exécutant un revers au Masters d'Indian Wells en 2008.

Commençant une fois de plus l'année à Auckland, il atteint les quarts de finale avant de perdre face au Français Julien Benneteau, non tête de série pourtant. Même résultat à Melbourne pour l'Open d'Australie, où il réalise sa meilleure performance avant de s'incliner face au futur vainqueur Novak Djokovic. Le 25 février, et malgré sa défaite prématurée à Rotterdam, il atteint son meilleur classement en carrière, en devenant 4e joueur mondial.
Il gagne un sixième titre glané en avril à Valence, et fait un quart de finale sur l'ocre parisien. Plus tard, il remporte son premier titre sur gazon à Bois-le-Duc face à Marc Gicquel.
Le reste de l'année sera plus difficile pour lui, n'atteignant qu'un troisième tour à Wimbledon et à l'US Open, et ne se qualifiant pas pour les Masters, lui qui était finaliste l'année précédente. Il termine l'année hors du top 10, à la 12e place mais remporte la Coupe Davis.

### 2009:2evictoire en Coupe Davis, saison difficile sans titre sur le circuit et résultats décevants en Grand Chelem
2009 sera son année la plus vide. Ne dépassant pas le troisième tour en Grand Chelem et les huitièmes de finale en Masters 1000, il n'atteint que deux finales dans l'année, à Dubaï et à Barcelone, perdues respectivement face à Novak Djokovic et Rafael Nadal.
Il participe malgré tout à la victoire de l'Espagne en finale de la Coupe Davis en décembre, qui restera le seul point fort de sa saison, qu'il termine 17e mondial, son plus mauvais classement depuis fin 2004.

### 2010:1refinaleen Masters 1000 à Rome, 2 titres en ATP 500 et retour dans le top 10
Malgré une défaite au deuxième tour de l'Open d'Australie face à Márcos Baghdatís après avoir mené deux sets à zéro (6-4, 6-3, 64-7, 3-6, 1-6), le début de sa saison est encourageant étant donné qu'il atteint la finale du tournoi de Buenos Aires perdant seulement contre son compatriote Juan Carlos Ferrero (7-5, 4-6, 3-6). Puis la semaine suivant, Ferrer remporte celle d'Acapulco, où il affronte, comme à Buenos Aires, Juan Carlos Ferrero en finale, après avoir battu Thomaz Bellucci (6-4, 6-1), Pablo Cuevas (7-5, 6-4) et le 12e mondial, Fernando González (64-7, 6-0, 6-4) en demie. Il prend sa revanche en s'adjugeant le 8e titre de sa carrière, mais aussi le premier depuis 2008.
À la suite de ces deux tournois, David Ferrer est sélectionné en équipe d'Espagne pour le 1er tour de la Coupe Davis contre la Suisse. En l'absence de Juan Carlos Ferrero, Rafael Nadal et Fernando Verdasco, c'est lui qui mène l'équipe d'Espagne à la victoire (4-1), en remportant notamment ses deux simples contre Stanislas Wawrinka (6-2, 6-4, 6-0) et Marco Chiudinelli (6-2, 7-65, 6-1). Puis la tournée américaine est moyenne avec une élimination d'entrée (1-6, 4-6) au Masters d'Indian Wells face au local James Blake ; et un huitième au Masters de Miami en passant Ivo Karlović (7-65, 6-3) mais tombant contre Rafael Nadal (65-7, 4-6).
Il confirme son regain de forme sur terre battue au Masters de Monte-Carlo, où il est éliminé en demi-finale par le futur vainqueur du tournoi Rafael Nadal (2-6, 3-6) après avoir battu la tête de série numéro 8, Ivan Ljubičić (6-0, 7-64) et Philipp Kohlschreiber (7-5, 7-61) en quart. Puis la semaine suivante à Barcelone, où il tombe encore en demi-finale face au futur vainqueur, le 9e mondial Fernando Verdasco (7-63, 5-7, 1-6) dans un match accroché. Il prend sa revanche sur Fernando Verdasco (7-5, 6-3) une semaine plus tard en demi-finale du Masters de Rome, pour atteindre sa 1re finale en Masters 1000 en carrière. Sur son chemin, il s'avance jusqu'au dernier carré sans perdre de set contre Evgeny Korolev, Potito Starace, surtout le 5e mondial, Andy Murray (6-3, 6-4) en huitième et le 10e mondial, Jo-Wilfried Tsonga (6-4, 6-1) avec autorité. En finale, il s'incline face au Majorquin Rafael Nadal (5-7, 2-6) qui remporte ce tournoi pour la 5e fois. Ces bons résultats lui permettent d'atteindre la 12e place mondiale. Sa série de bonnes performances continue puisqu'il atteint les demi-finales du Masters de Madrid, en passant Jérémy Chardy (6-3, 7-62), Márcos Baghdatís (1-6, 6-3, 7-5), le 11e mondial, Marin Čilić (6-3, 6-2) et à nouveau Andy Murray alors 4e mondial, (7-5, 6-3). Il tombera face au no 1 mondial, Roger Federer (5-7, 6-3, 3-6) dans un match accroché de 2 h 06 de jeu.
Cependant, David Ferrer s'essouffle et n'atteint que le 3e tour de Roland-Garros, éliminé par Jürgen Melzer (4-6, 0-6, 61-7), futur demi-finaliste. Puis les huitièmes de finale de Wimbledon, où il est battu par le 6e mondial, Robin Söderling (2-6, 7-5, 2-6, 6-3, 5-7).

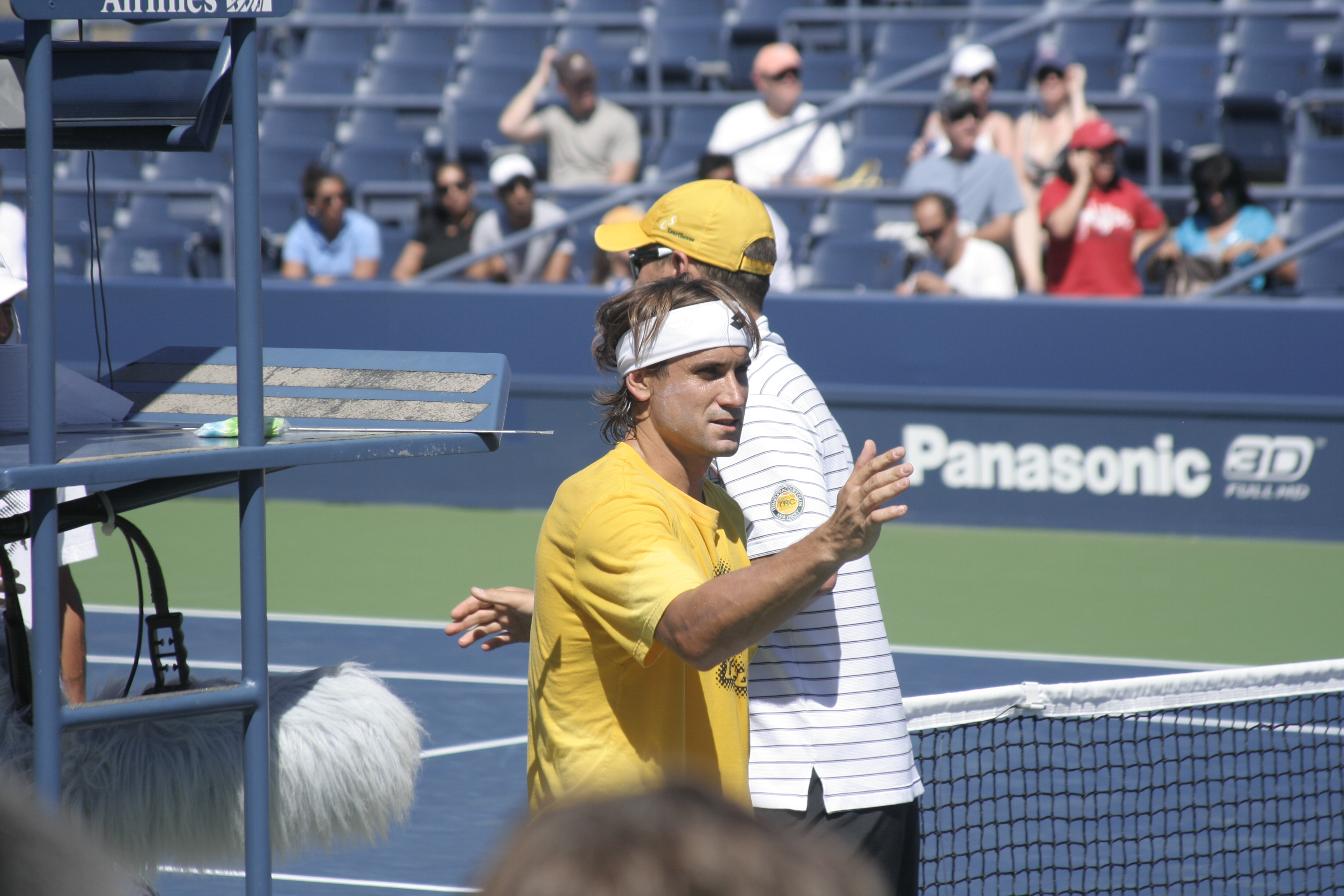
David Ferrer à l'US Open en 2010.

Il reprend alors sa saison sur terre battue à Båstad, où il est battu en demi-finales par Robin Söderling (6-4, 3-6, 2-6).
Avec la tournée américaine en approche, il perd d'entrée à Toronto mais atteint les huitièmes au Masters de Cincinnati en passant Alexandr Dolgopolov (3-6, 6-3, 6-4) et Sam Querrey (7-5, 6-2), avant de tomber contre le 6e mondial, Nikolay Davydenko (6-4, 3-6, 5-7) dans un match accroché. Lors du dernier Grand Chelem de l'année à l'US Open, Ferrer ne perd aucun set jusqu'à présent, mais s'incline en huitièmes de finale face au 8e mondial, Fernando Verdasco (7-5, 7-68, 3-6, 3-6, 64-7) après avoir mené dans les deux premières manches.
Sur les tournois asiatique, il parvient en demi-finale à Kuala Lumpur en battant le 7e mondial, Tomáš Berdych (4-6, 7-5, 6-4) mais perdant de façon surprenante contre Andrey Golubev (5-7, 64-7). Et parvient en finale à l'ATP 500 de Pékin, en battant Robin Söderling (6-2, 6-4 : 5e mondial) et Ivan Ljubičić (6-4, 4-6, 6-4). Ferrer s'inclinera face au no 2 mondial, Novak Djokovic (2-6, 4-6) assez facilement, avec une finale reportée en raison de la pluie. Enfin, au Masters de Shanghai, il perd (5-7, 4-6) en huitième contre Robin Söderling.
Tournée des tournois en salle, David poursuit sa saison avec pour objectif une qualification en Masters Cup, ce qui constituerait sa deuxième participation personnelle après 2007 dans cette compétition de prestige réunissant les 8 meilleurs joueurs de la saison. Ainsi, il est récompensé de ses efforts avec un titre en ATP 500 à Valence, le deuxième de sa brillante saison marquée par 11 demi-finales dont 5 finales pour un total de 23 tournois disputés. Battant notamment le 5e mondial, Robin Söderling à nouveau (6-3, 3-6, 6-3), et en finale son compatriote alors lucky loser, Marcel Granollers (7-5, 6-3). Après le Masters de Paris-Bercy en tombant en huitième contre l'Autrichien Jürgen Melzer (66-7, 6-2, 3-6).
Ces très bons résultats lui permettent de terminer la saison à la septième place mondiale et surtout de se qualifier pour la Masters Cup 2010 à Londres. Il est cependant sèchement battu à chaque fois sans pouvoir prendre de set contre : Roger Federer (1-6, 4-6) en 1 h 27, Robin Söderling (5-7, 5-7) 1 h 41 et enfin, Andy Murray (2-6, 2-6) 1 h 09. Payant par ses efforts tout au long de l'année, cette fatigue en fin de saison.

### 2011: Demi-finale en Australie et au Masters de Londres, finale en Masters 1000 à Monte-Carlo et Shanghai,3etitre en Coupe Davis et retour dans le top 5
La saison commence en fanfare pour David Ferrer puisqu'il gagne son premier titre de la saison lors du tournoi d'Auckland en battant David Nalbandian en finale (6-3, 6-2). Il aborde l'Open d'Australie en tant que tête de série no 7 et montre un niveau de jeu exceptionnel, battant sur son chemin Jarkko Nieminen (6-4, 6-3, 1-6, 6-2), Michael Russell (6-0, 6-1, 7-5), Ričardas Berankis (6-2, 6-2, 6-1) et le qualifié Milos Raonic (4-6, 6-2, 6-3, 6-4) après 2 h 36 pour aller en quart de finale. Au tour suivant, Ferrer réussit une excellente performance en parvenant à sortir le no 1 mondial Rafael Nadal (6-4, 6-2, 6-3) en 2 h 33, s'assurant ainsi de la sixième place mondiale à l'issue du tournoi,. Il s'incline en demi-finale au terme d'un match très équilibré face à Andy Murray (6-4, 62-7, 1-6, 62-7) après 3 h 46 de jeu.
Quelques semaines plus tard, il conserve son titre à Acapulco en battant Nicolás Almagro (7-64, 62-7, 6-2) en finale au bout de 2 h 41. Il est par la suite éliminé au premier tour du Masters d'Indian Wells par le grand serveur Ivo Karlović, et atteint les quarts de finale du Masters de Miami facilement mais perd (5-7, 2-6) contre le local Mardy Fish.
Il reprend sa saison sur terre battue au Masters de Monte-Carlo, où il atteint facilement la finale sans perdre un set et en ne concédant que 17 jeux à ses adversaires. Il élimine successivement Feliciano López (6-2, 6-0), Milos Raonic (6-1, 6-3), Viktor Troicki (6-3, 6-3) et le 9e mondial, Jürgen Melzer (6-3, 6-2), avant d'être battu en finale par Rafael Nadal (4-6, 5-7) en 2 h 16,. La semaine suivante au tournoi de Barcelone, il atteint une nouvelle fois la finale sans perdre le moindre set. Il élimine successivement Carlos Berlocq (6-2, 6-2), Victor Hănescu (6-3, 6-2), le 8e mondial, Jürgen Melzer (6-3, 6-3) et le 11e mondial, Nicolás Almagro (6-3, 6-4). Il s'incline cependant une nouvelle fois face à Rafael Nadal (2-6, 4-6).
S'imposant comme étant un des meilleurs joueurs de terre battue du circuit, Ferrer poursuit sa campagne au Masters de Madrid, où il bat Adrian Mannarino (7-5, 0-6, 6-0) et Serhiy Stakhovsky (6-3, 7-63). Il s'incline en quart de finale au terme d'un match très équilibré face à l'homme fort du début de saison Novak Djokovic (4-6, 6-4, 3-6). Malade et affaibli physiquement, Ferrer décide de ne pas prendre part au Masters de Rome mais s'engage à l'Open de Nice, où il sort Andreas Seppi (6-3, 6-2) avant de tomber en quart de finale face à Alexandr Dolgopolov (4-6, 6-1, 5-7). Il débute à Roland-Garros de la meilleure des manières en disposant de Jarkko Nieminen (6-3, 6-3, 6-1), Julien Benneteau (6-3, 6-4, 6-2) et Serhiy Stakhovsky (6-1, 6-1, 6-3) lors des 3 premiers tours, mais s'incline en huitièmes de finale face au 9e mondial, Gaël Monfils (4-6, 6-2, 5-7, 6-1, 6-8).
Lors du tournoi de Wimbledon, David Ferrer passe le premier tour sans encombre face à Benoît Paire (6-4, 6-4, 6-4) puis se qualifie difficilement pour le troisième tour face à Ryan Harrison (66-7, 6-1, 4-6, 6-3, 6-2). Au troisième tour, il sort facilement Karol Beck (6-4, 6-3, 6-3) puis s'incline finalement en huitièmes de finale face à Jo-Wilfried Tsonga (3-6, 4-6, 61-7).
Une nouvelle fois amené à représenter l'équipe espagnole de Coupe Davis en tant que leader, David Ferrer permet à son pays de se qualifier pour la demi-finale en gagnant ses 2 simples face au no 10 mondial, Andy Roddick (7-69, 7-5, 6-3) et au no 8 mondial Mardy Fish (7-5, 7-63, 5-7, 7-65).
La semaine suivante, David Ferrer atteint sa cinquième finale de la saison au tournoi de Båstad en éliminant Pere Riba (6-2, 7-64), Andreas Haider-Maurer (6-1, 6-1) et Nicolás Almagro (6-1, 6-3), avant de s'incliner face au 5e mondial Robin Söderling (2-6, 2-6).
Pour la tournée d'été américaine, au Masters de Cincinnati, David Ferrer élimine Grigor Dimitrov (4-6, 6-1, 7-5) mais s'incline en huitièmes de finale face à Gilles Simon (4-6, 7-63, 4-6), ce qui lui permet néanmoins de prendre la cinquième place mondiale à Robin Söderling. À l'US Open, Ferrer s'impose au premier tour face à Igor Andreev (2-6, 6-3, 6-0, 6-4), face à James Blake (6-4, 6-3, 6-4) au deuxième tour puis face à Florian Mayer (6-1, 6-2, 7-62) au troisième tour. Il s'incline en huitièmes de finale face à Andy Roddick (3-6, 4-6, 6-4, 3-6).
En demi-finale de la Coupe Davis, Ferrer apporte un point à l'Espagne en gagnant son simple face au no 11 mondial, Gilles Simon (6-1, 6-4, 6-1) permettant ainsi la qualification de son pays pour la finale de la compétition.
Au tournoi de Tokyo, David Ferrer élimine le Japonais Kei Nishikori (6-4, 6-3) et l'Australien Matthew Ebden (4-6, 6-2, 6-2). En quart de finale, Ferrer se débarrasse du Croate Ivan Ljubičić (6-2, 7-63) avant de finalement s'incliner en demi-finale face à Andy Murray (2-6, 3-6), futur vainqueur.

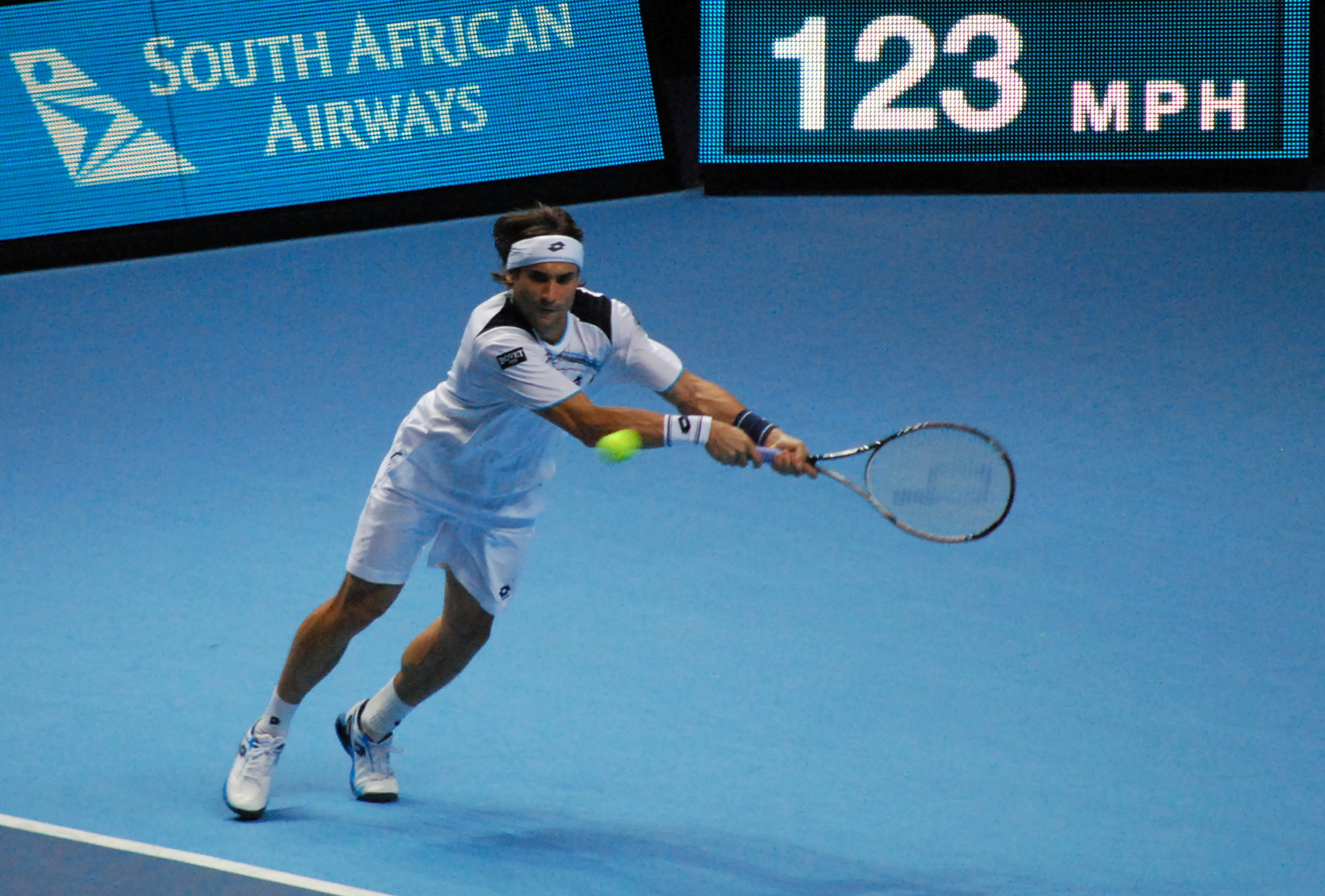
David Ferrer à la Masters Cup en 2011.

Tête de série no 3 du Masters de Shanghai, David Ferrer élimine Milos Raonic (7-5, 7-67) pour retrouver son ami Juan Carlos Ferrero, qu'il élimine difficilement en huitièmes de finale sur le score de (1-6, 7-5, 6-2). Cette qualification en quart de finale permet à Ferrer d'être le cinquième joueur à se qualifier officiellement pour la Masters Cup à Londres. Il se qualifie pour la demi-finale en prenant sa revanche sur le joueur qui l'avait battu lors du dernier tournoi du Grand Chelem à savoir Andy Roddick (65-7, 6-2, 7-62). Ferrer atteint sa deuxième finale de la saison en Masters 1000 en battant en demi-finale Feliciano López (65-7, 6-3, 6-3). Il s'incline finalement en finale face à Andy Murray (5-7, 4-6).
Pour le début des tournois en salle, Ferrer se rend à l'Open de Valence où il élimine successivement Fernando Verdasco (6-3, 6-2), Vasek Pospisil (6-3, 6-3) et Nikolay Davydenko (6-3, 6-4) pour se qualifier en demi-finale. C'est la 9e fois de la saison que Ferrer parvient en demi-finale d'un tournoi. Il est néanmoins éliminé par Juan Mónaco (5-7, 6-1, 3-6). Au Masters de Paris-Bercy, Ferrer élimine Nicolas Mahut (6-4, 6-4) et Alexandr Dolgopolov (6-3, 6-2) avant d'être éliminé en quart de finale par John Isner (3-6, 6-3, 3-6).
Qualifié à la Masters Cup pour la deuxième saison consécutive, il remporte son premier match du tournoi des Maîtres face au no 3 mondial Andy Murray (6-4, 7-5) en deux heures. Il crée la sensation à l'occasion de sa deuxième rencontre en dominant le no 1 mondial Novak Djokovic (6-3, 6-1) en 1 h 15 qui n'avait pourtant perdu que 4 matchs en 2011. En devenant le premier et seul joueur de la saison à battre le Serbe sans perdre de set, Ferrer assure sa qualification pour les demi-finales du tournoi. Lors du troisième match de poule, Ferrer s'incline face à Tomáš Berdych (6-3, 5-7, 1-6) après 2 h 08. Il s'incline face au futur vainqueur Roger Federer en demi-finale (5-7, 3-6) en 1 h 25.
Pour conclure sa brillante saison, David Ferrer joue la finale de la Coupe Davis 2011. Il apporte à l'Espagne son 2e point en battant le 11e joueur mondial, Juan Martín del Potro (6-2, 62-7, 3-6, 6-4, 6-3), permettant ainsi à l'Espagne de gagner son 3e saladier d'argent en 4 années.

### 2012: 7 titres dont une1revictoire enMasters 1000à Paris-Bercy, 2 demi-finale en Grand Chelem à Roland-Garros et à l'US Open, maintien dans le top 5
David Ferrer commence l'année tambour battant. Il conserve son titre acquis en 2011 à Auckland en écartant successivement Lukáš Rosol (6-4, 6-2), Alejandro Falla (6-4, 4-6, 6-3), Fernando Verdasco (6-3, 6-4) et en finale Olivier Rochus (6-3, 6-4). Il se présente ainsi à l'Open d'Australie sereinement malgré un nombre de points important à défendre. Aux trois premiers tours, il élimine le Portugais Rui Machado (6-1, 6-4, 6-2), l'Américain Ryan Sweeting dans un match de cinq sets (64-7, 6-2, 3-6, 6-2, 6-3) puis l'Argentin Juan Ignacio Chela (7-5, 6-2, 6-1). Sa victoire en huitièmes contre Richard Gasquet (6-4, 6-4, 6-1) lui permet d'atteindre les quarts de finale où il subit sa première défaite de la saison face au no 1 mondial et futur vainqueur du tournoi Novak Djokovic (4-6, 64-7, 1-6).
Engagé au tournoi de Buenos Aires pour la tournée sud-américaine, Ferrer arrive jusqu'en finale sans perdre le moindre set en éliminant notamment Fernando González (6-2, 6-4) et David Nalbandian (6-1, 6-4). En finale, il remporte le treizième titre de sa carrière, son deuxième de la saison, face à Nicolás Almagro (4-6, 6-3, 6-2) alors 11e mondial. Il enchaîne avec le tournoi d'Acapulco en tant que tête de série numéro 1, où il s'impose pour la troisième fois consécutive, cette fois sans perdre le moindre set contre Santiago González (6-1, 6-2), Łukasz Kubot (6-3, 6-3), Pablo Andújar (6-2, 6-4), Santiago Giraldo (7-5, 6-4) et Fernando Verdasco (6-1, 6-2).
Au Masters d'Indian Wells, Ferrer bat Grigor Dimitrov (6-2, 6-2) avant de subir une élimination prématurée face à Denis Istomin (4-6, 3-6). Au Masters de Miami, il commence très bien son tournoi, éliminant l'Australien Bernard Tomic (6-4, 6-4) pour signer sa 20e victoire de la saison. Il se qualifie pour les quarts de finale du tournoi en éliminant Julien Benneteau (7-65, 6-4) puis Juan Martín del Potro 11e mondial, (6-3, 6-3) avant de subir une nouvelle défaite (2-6, 61-7) face au numéro 1 mondial Novak Djokovic, futur vainqueur du tournoi. Ferrer participe au quart de finale de la Coupe Davis, une nouvelle fois en tant que leader de l'équipe d'Espagne. Il y remporte ses deux simples face à Andreas Haider-Maurer (6-1, 6-3, 6-1) et Jürgen Melzer (7-5, 6-3, 6-3).
Sur terre battue européenne, au Masters de Monte-Carlo, Ferrer est éliminé à la surprise générale dès son entrée en lice face au Brésilien Thomaz Bellucci (3-6, 2-6) alors qu'il avait été finaliste lors de l'édition précédente. À l'Open de Barcelone, il reprend sa marche en avant en maîtrisant facilement le Serbe Filip Krajinović (6-0, 6-3) puis son compatriote Albert Montañés (6-0, 6-2). Il sauve quatre balles de match en quart de finale face à Feliciano López mais s'impose finalement (64-7, 7-67, 6-3). Il élimine Milos Raonic (7-62, 7-65) en demi-finale et se qualifie donc pour sa 4e finale de la saison. Il s'incline face au no 2 mondial, Rafael Nadal (61-7, 5-7) malgré cinq balles de set dans la première manche et en ayant servi pour le gain de la seconde manche.
Sur la nouvelle terre battue bleue du Masters de Madrid, Ferrer élimine Radek Štěpánek (7-64, 6-2) et Nicolás Almagro (7-65, 3-6, 7-68) en sauvant trois balles de match, ce qui constitue sa 30e victoire de la saison. En quart de finale, il s'incline face à Roger Federer (4-6, 4-6). Il enchaîne au Masters de Rome en éliminant Fernando Verdasco (6-3, 7-63), Gilles Simon (6-0, 7-65) et Richard Gasquet (7-64, 6-3) avant de s'incliner en demi-finale contre Rafael Nadal (66-7, 0-6). Il débute à Roland-Garros avec beaucoup de maîtrise en disposant de Lukáš Lacko (6-3, 6-4, 6-1), Benoît Paire (6-3, 6-3, 6-2), Mikhail Youzhny (6-0, 6-2, 6-2) et Marcel Granollers (6-3, 6-2, 6-0). En quart de finale, il élimine le numéro 4 mondial Andy Murray (6-4, 63-7, 6-3, 6-2), parvenant ainsi pour la première fois de sa carrière en demi-finale du Grand Chelem parisien après 3 h 40 de jeu. Dans le dernier carré, il est finalement éliminé assez sèchement en 1 h 46 par son compatriote Rafael Nadal (2-6, 2-6, 1-6) une nouvelle fois cette saison, sans pouvoir résister et élever son niveau de jeu, en commettant trop de fautes directes et sans réussir à breaker.

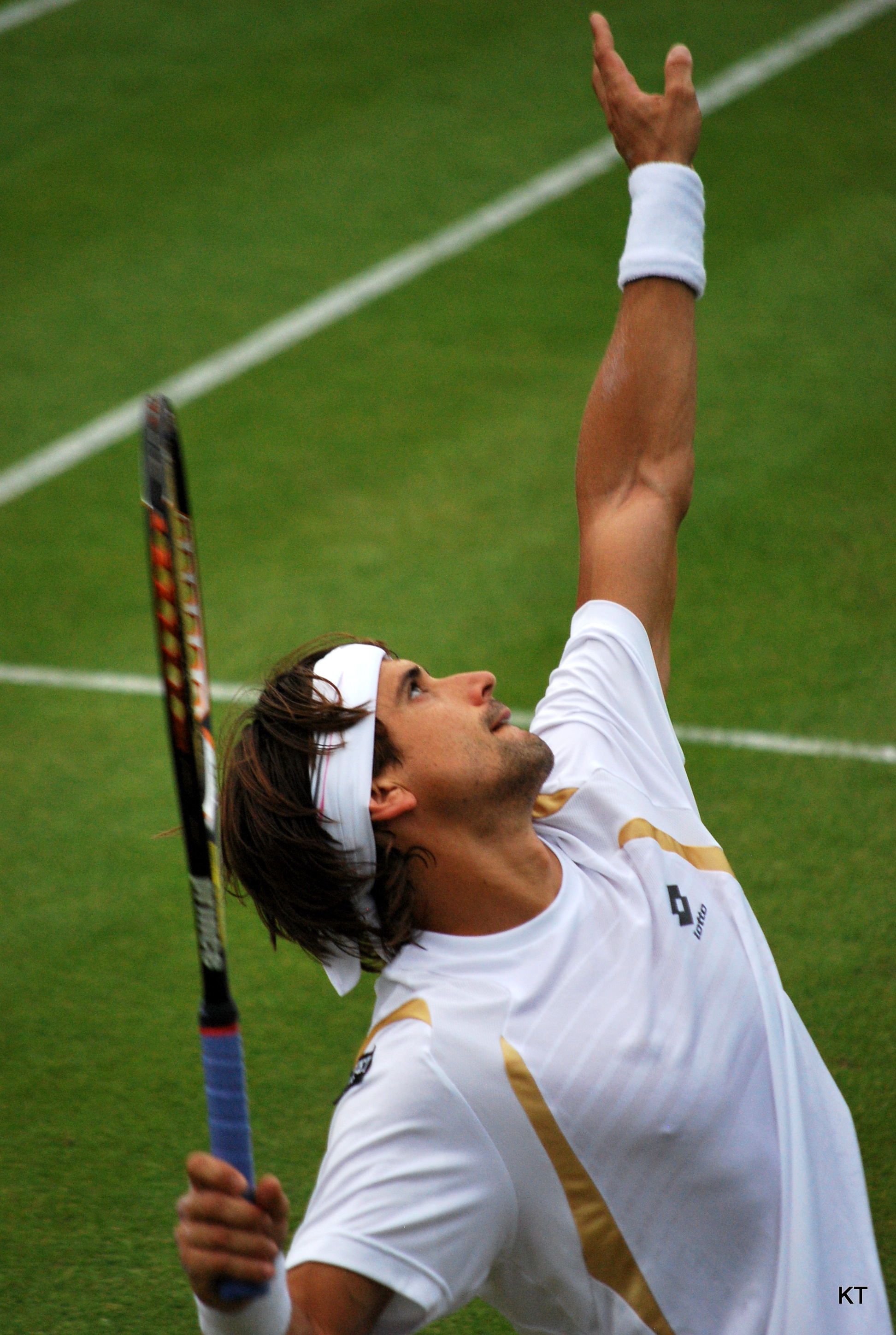
David Ferrer à Wimbledon en 2012.

Pour préparer la saison de gazon, Ferrer s'engage au tournoi de Bois-le-Duc où il est tête de série no 1. Il se qualifie pour sa cinquième finale de la saison en éliminant au passage Leonardo Mayer (6-3, 6-1), Igor Sijsling (6-0, 6-1) et Benoît Paire (7-65, 3-6, 6-1) puis remporte son quatrième tournoi de l'année en prenant le dessus sur Philipp Petzschner (6-3, 6-4). À Wimbledon, David Ferrer parvient jusqu'en huitièmes de finale en éliminant notamment un ancien finaliste sur le gazon londonien, l'Américain Andy Roddick (2-6, 7-68, 6-4, 6-3). Il se qualifie pour les quarts de finale en battant le 9e mondial, Juan Martín del Potro (6-3, 6-2, 6-3) en tout juste deux heures, et devient ainsi le dixième joueur en activité à atteindre les quarts de finale dans les quatre tournois du Grand Chelem, les autres étant Roger Federer, Rafael Nadal, Novak Djokovic, Andy Murray, David Nalbandian, Juan Carlos Ferrero, Lleyton Hewitt, Mikhail Youzhny et Jo-Wilfried Tsonga. Il s'incline en quarts de finale face au 4e mondial et futur finaliste Andy Murray (7-65, 66-7, 4-6, 64-7) après 3 h 57 de match intense et physique.
La semaine suivante, Ferrer est engagé au tournoi de Båstad où il élimine Simone Bolelli (6-4, 6-3), Tommy Robredo (6-3, 4-6, 6-0) et Grigor Dimitrov (6-3, 7-5), se qualifiant ainsi pour sa sixième finale de la saison et atteignant les 50 victoires en 2012. En finale, il remporte son cinquième titre de l'année en disposant du 10e mondial Nicolás Almagro (6-2, 6-2) facilement.
Sélectionné pour représenter son pays aux Jeux olympiques de Londres, Ferrer échoue dans sa quête de médaille en s'inclinant au troisième tour du tournoi de simple face à Kei Nishikori (0-6, 6-3, 4-6). Il échoue également à la quatrième place dans le tournoi de double où il était associé à Feliciano López. Fatigué, Ferrer ne prend pas part au Masters du Canada et s'incline dès le premier tour de celui de Cincinnati face à Stanislas Wawrinka (4-6, 1-6). Néanmoins, il commence très bien l'US Open en atteignant aisément les quarts de finale en éliminant notamment Lleyton Hewitt (7-69, 4-6, 6-3, 6-0) en 3 h 15 et le 14e mondial, Richard Gasquet (7-5, 7-62, 6-4) en trois heures. Il se qualifie en demi-finale au terme d'un combat de titan face au 9e mondial, Janko Tipsarević (6-3, 65-7, 2-6, 6-3, 7-64) en 4 h 36 après avoir remonté un handicap de deux manches à une,. Au match suivant, il affronte un autre Serbe le no 2 mondial, Novak Djokovic mais échoue aux portes de la finale, battu (6-2, 1-6, 4-6, 2-6) après 2 h 33 de jeu.
Leader de l'équipe d'Espagne de Coupe Davis, Ferrer qualifie son pays pour la finale en sortant vainqueur de ses deux simples contre Sam Querrey (4-6, 6-2, 6-2, 6-4) et le 10e mondial, John Isner (63-7, 6-3, 6-4, 6-2). Il atteint ainsi les 60 victoires durant sa saison. Il commence sa tournée asiatique à Kuala Lumpur où il s'incline en demi-finale face à Julien Benneteau (4-6, 1-6), futur finaliste. Il s'aligne la semaine suivante à Pékin mais, fatigué par l'enchaînement des matchs, il décide d'abandonner contre Lu Yen-hsun.
De retour sur les tournois en salle à Valence, David se qualifie pour sa septième finale de la saison en éliminant Olivier Rochus (7-5, 7-5), Albert Ramos (6-4, 6-2), Nicolás Almagro (6-3, 7-5) et Ivan Dodig (6-4, 65-7, 6-1). Il s'impose en finale face à Alexandr Dolgopolov (6-1, 3-6, 6-4), gagnant ainsi son sixième trophée en 2012. David Ferrer est ensuite tête de série numéro 4 au Masters de Paris-Bercy, le 81e Masters 1000 de sa carrière. Il bat Marcel Granollers (6-1, 6-3), Stanislas Wawrinka 17e mondial (6-2, 4-6, 6-2), et en quart de finale, le Français Jo-Wilfried Tsonga 7e mondial (6-2, 7-5). Dans le dernier carré, il bat un autre Français, Michaël Llodra (7-5, 6-3) après 1 h 52 et ainsi se qualifie pour sa première finale à Bercy. En finale, Ferrer affronte un qualifié novice à ce stade, le jeune Polonais Jerzy Janowicz auteur de cinq victoires sur le top 20 en une semaine. Après 1 h 27 de jeu et une victoire en deux sets (6-4, 6-3), David Ferrer remporte le premier Masters 1000 de sa carrière. Il est le premier Espagnol à remporter Paris-Bercy.
Ferrer participe alors au Masters de Londres pour la troisième année consécutive. Pour son premier match de poules, il bat le no 7 mondial Juan Martín del Potro pour la troisième fois de la saison (6-3, 3-6, 6-4) en 2 h 16, mais lors du deuxième, Roger Federer met fin à sa série de 11 victoires consécutives en s'imposant sur le score de (4-6, 65-7) après 1 h 48. Malgré une victoire sur Janko Tipsarević (4-6, 6-3, 6-1) en 2 h 07 lors de son troisième match, il ne se qualifie pas pour les demi-finales. En effet, il a gagné le même nombre de matchs que Federer et del Potro mais possède une moins bonne différence de sets.
Numéro 1 de l'équipe d'Espagne de Coupe Davis pour la 100e finale de cette compétition, Ferrer remporte ses 2 simples contre Radek Štěpánek (6-3, 6-4, 6-4) et le no 6 mondial, Tomáš Berdych (6-2, 6-3, 7-5), restant ainsi invaincu sous les couleurs de l'Espagne cette année. Mais l'Espagne s'incline 2-3.
Il termine la saison 5e mondial pour la deuxième fois consécutive. Il est le joueur ayant remporté le plus de matchs (76) et le plus de titres (7) durant la saison 2012. L'association des journalistes espagnols lui décerne à l'issue de la saison 2012, le prix du meilleur joueur espagnol de l'année.

### 2013:1refinale enGrand Chelemà Roland-Garros, demi finale à Melbourne, finale en Masters 1000 à Miami et à Paris-Bercy,no3 mondial en fin de saison
La saison débute avec la certitude pour David Ferrer d'être 4e tête de série lors de l'Open d'Australie à la suite du forfait de Rafael Nadal dans ce tournoi. Pour préparer ce premier tournoi du Grand Chelem, David Ferrer est donc engagé à Doha où il atteint les demi-finales en éliminant Dustin Brown, Tobias Kamke et Paolo Lorenzi avant de s'incliner face à Nikolay Davydenko.
La semaine suivante, il conserve son titre acquis l'année précédente à Auckland et devient ainsi quadruple vainqueur du tournoi et triple tenant du titre,. Pour remporter ce titre, David élimine Lu Yen-hsun, Lukáš Lacko, Gaël Monfils et Philipp Kohlschreiber (7-65, 6-1).
L'Open d'Australie débute de la meilleure des manières pour David Ferrer. Il élimine successivement Olivier Rochus, Tim Smyczek, Márcos Baghdatís et Kei Nishikori (6-2, 6-1, 6-4) pour se qualifier pour son 5e quart de finale consécutif en Grand Chelem, le 10e dans sa carrière. Au terme d'un combat titanesque de 3 h 44 face à Nicolás Almagro, David Ferrer se qualifie en demi-finale, la 5e dans sa carrière en Grand Chelem, en remontant un handicap de 2 sets sur le score de (4-6, 4-6, 7-5, 7-64, 6-2). Il remporte par la même occasion sa 500e victoire en carrière, devenant de ce fait le 39e joueur de l'ère Open à passer cette barre symbolique. Fatigué par son quart de finale, David s'incline en demi-finale (2-6, 2-6, 1-6) en seulement une heure et demie de jeu face au no 1 mondial Novak Djokovic. Ce résultat lui permet de passer devant Rafael Nadal au classement, il devient donc 4e mondial et no 1 espagnol pour la première fois de sa carrière.
Tenant du titre à Buenos Aires, Ferrer conserve son titre en battant Agustín Velotti (6-4, 6-1), David Nalbandian (2-6, 6-4, 6-0), Fabio Fognini (6-2, 6-1), Tommy Robredo (6-3, 6-2) et Stanislas Wawrinka (6-4, 3-6, 6-1) en finale,. C'est le 2e titre de sa saison et son 20e en carrière.
Il enchaîne dans la foulée à Acapulco où il est également tenant du titre. En grande forme, il élimine Antonio Veić, Wayne Odesnik, Paolo Lorenzi et Fabio Fognini ce qui lui permet d'atteindre la finale du tournoi, sa 3e en 2013. En finale, il subit une lourde défaite face à Rafael Nadal (0-6, 2-6), au terme d'un match à sens unique.
Lors du Masters d'Indian Wells, David Ferrer est éliminé prématurément dès son entrée en lice, par Kevin Anderson (6-3, 4-6, 3-6). Il rattrape ce mauvais résultat par une qualification en finale du Masters de Miami en ayant écarté Fabio Fognini (6-1, 7-5), Kei Nishikori (6-4, 6-2), Jürgen Melzer (4-6, 6-3, 6-0) et Tommy Haas (4-6, 6-2, 6-3). Il s'incline en finale face à Andy Murray (6-2, 4-6, 61-7) après avoir manqué une balle de match.
Éliminé dès son entrée en lice à l'Open de Barcelone par Dmitri Toursounov, David Ferrer décide de jouer le tournoi d'Estoril afin d'accumuler des matchs et de se régler sur la terre battue. Il atteint ainsi la 5e finale de sa saison en écartant Édouard Roger-Vasselin, Victor Hănescu et Andreas Seppi. Il s'incline en finale contre Stanislas Wawrinka tête de série numéro 2 (1-6, 4-6). Il enchaîne au Masters de Madrid où il se qualifie en quart de finale en écartant Denis Istomin et Tommy Haas. Il est éliminé par Rafael Nadal (6-4, 63-7, 0-6) en passant néanmoins à 2 points du match. Il enchaîne au Masters de Rome où il est finalement éliminé en quart de finale après avoir une nouvelle fois tenu tête à Rafael Nadal (4-6, 6-4, 2-6).

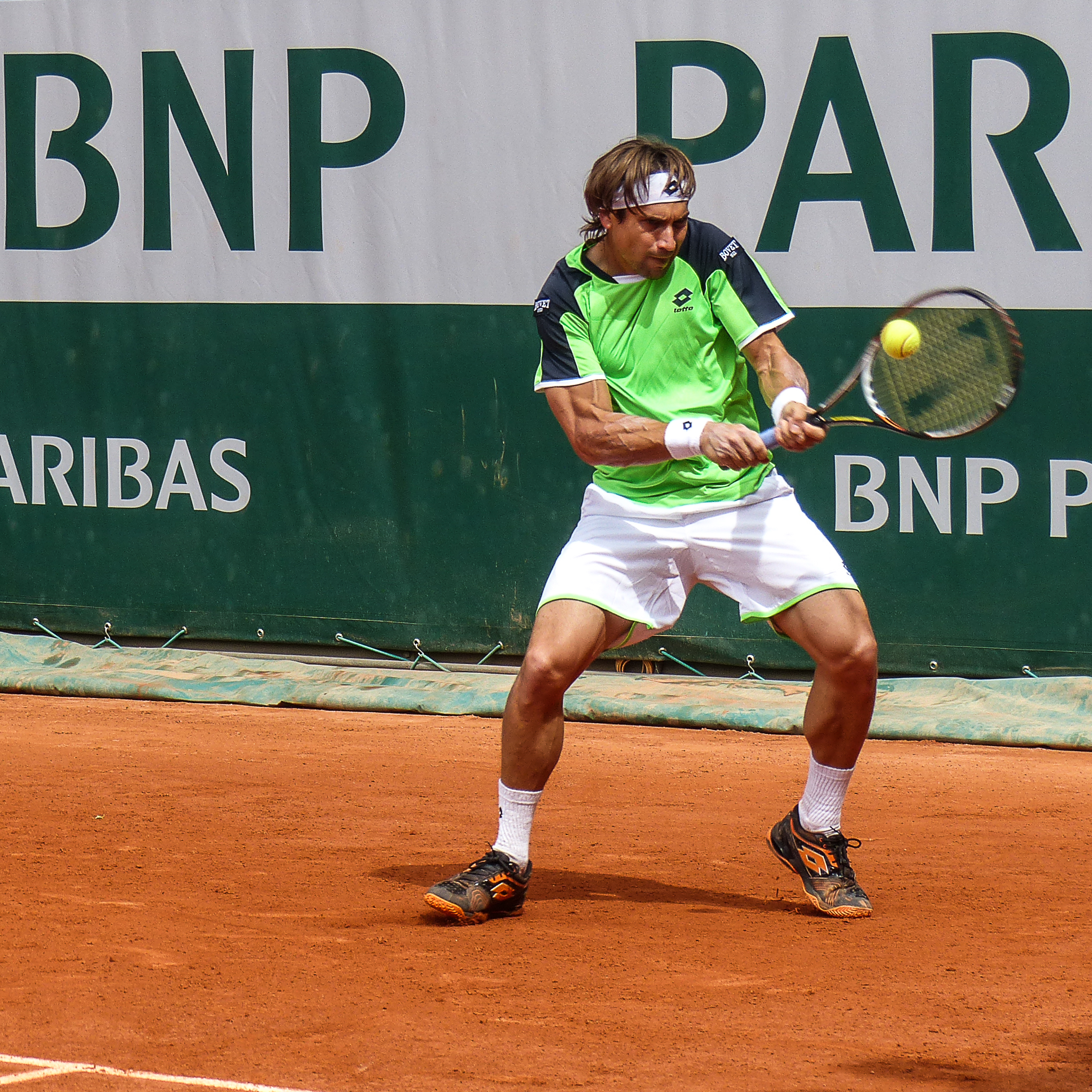
David Ferrer à Roland-Garros en 2013.

Tête de série no 4 à Roland-Garros grâce au forfait d'Andy Murray, Ferrer écrase ses adversaires sans perdre le moindre set jusqu'en finale. Passant sans forcer Marinko Matosevic, Albert Montañés, Feliciano López et Kevin Anderson (6-3, 6-1, 6-1) en seulement 1 h 45. En quart de finale, il domine son compatriote tête de série numéro 32, Tommy Robredo en 1 h 25 (6-2, 6-1, 6-1), fatigué de ses précédents matchs, et ainsi se qualifie pour le dernier carré,. Il finit par se défaire du local Jo-Wilfried Tsonga 8e mondial, (6-1, 7-63, 6-2) en 2 h 08, profitant d'un public trop silencieux pour pousser le Français,. Il a alors la chance de remporter son deuxième gros titre en carrière et le premier en Grand Chelem. Il perd sa première finale en Grand Chelem face à son compatriote Rafael Nadal (3-6, 2-6, 3-6) après seulement 2 h 16 de match,.
Il prépare ensuite la saison sur gazon, par le tournoi de Bois-le-Duc, en tant que tenant du titre et tête de série no 1. Il s'incline dès le premier tour face au Belge Xavier Malisse (63-7, 3-6). Il arrive à Wimbledon avec peu de repères sur gazon mais il bataille et, malgré des matchs très accrochés, il parvient à se qualifier pour les quarts de finale pour la deuxième année consécutive. Son parcours s'arrête à ce stade, après son élimination par Juan Martín del Potro (2-6, 4-6, 65-7) en 2 h 16 prenant sa revanche de l'année précédente. Il atteint, à l'issue du tournoi, la 3e place mondiale, le meilleur classement de sa carrière.
Il décide ensuite de renoncer à défendre son titre à Båstad afin de se reposer et d'entamer la tournée américaine dans de bonnes conditions. Il se prépare donc pour l'US Open, en commençant par le Masters du Canada, s'alignant en simple et en double, associé à Feliciano López. La paire sort du tournoi dès le 1er tour, éliminée par la paire Rafael Nadal - Pablo Andújar (7-62, 1-6, 10-12). En simple, contre toute attente, il sort dès son entrée en lice, battu par Alex Bogomolov (2-6, 4-6). Il enchaîne ensuite par le Masters de Cincinnati où il enchaîne une contre-performance en s'inclinant contre Dmitri Toursounov (2-6, 4-6) au troisième tour.
Il démarre l'US Open par une victoire solide face au jeune Australien de 18 ans, Nick Kyrgios, sur le score de (7-5, 6-3, 6-2). Il écarte ensuite Roberto Bautista-Agut (6-3, 65-7, 6-1, 6-2), Mikhail Kukushkin (6-4, 6-3, 4-6, 6-4) et Janko Tipsarević (7-62, 3-6, 7-5, 7-63) après 3 h 57 de match. Il se qualifie ainsi pour son 8e quart de finale consécutif en Grand Chelem. Il s'incline ensuite en 3 h 23 contre Richard Gasquet 9e mondial, en 5 manches (3-6, 1-6, 6-4, 6-2, 3-6).
Il entame ensuite la tournée asiatique par le tournoi de Kuala Lumpur où il s'incline en quart de finale, contre toute attente, face au jeune Portugais futur vainqueur João Sousa en deux manches (2-6, 66-7). Il participe ensuite à l'Open de Pékin, et s'incline aussi en quart de finale face à Richard Gasquet (3-6, 4-6). Il devient à la suite du tournoi le quatrième joueur à se qualifier pour le Masters de Londres de fin d'année. Il enchaîne avec le Masters 1000 de Shanghai et enchaîne encore une déception, s'inclinant en 1/8 de finale face à Florian Mayer (4-6, 3-6). Il récupère cependant la 3e place mondiale d'Andy Murray, qui a prématurément terminé sa saison en raison d'une opération du dos.
Début des tournois en salle, Ferrer atteint la finale du tournoi de Stockholm, disputant seulement deux matchs, mais s'incline face à Grigor Dimitrov (6-2, 3-6, 4-6). La semaine suivante, il atteint à nouveau une finale à Valence, et s'incline contre Mikhail Youzhny (3-6, 5-7). Il enchaîne avec le Masters de Paris-Bercy, dont il est le tenant du titre. Il parvient à atteindre de nouveau la finale grâce à un très bon niveau de jeu, battant sur son chemin Lukáš Rosol (6-0, 2-6, 6-3), puis la tête de série numéro 15, Gilles Simon (6-2, 6-3) et le 7e mondial, Tomáš Berdych (4-6, 7-5, 6-3) en quart de finale. Dans le dernier carré, il écarte son compatriote no 1 mondial, Rafael Nadal (6-3, 7-5) en 1 h 38,. En finale, il affronte Novak Djokovic no 2 mondial, mais s'incline sur le score de (5-7, 5-7) en 1 h 52, bien qu'ayant servi pour le gain des deux manches à 5-3.
Qualifié pour le Masters de Londres, il intègre le groupe A, en compagnie de Rafael Nadal, Tomáš Berdych et Stanislas Wawrinka. Fatigué par l'enchaînement des tournois, il perd ses 3 matchs respectivement (3-6, 2-6) face à Rafael Nadal en 1 h 14, (4-6, 4-6) face à Tomáš Berdych en 1 h 23, et (7-63, 4-6, 1-6) face à Stanislas Wawrinka après 2 h 19. Il est donc éliminé dès la phase de poules, terminant dernier du groupe.

### 2014: Finale en Masters 1000 à Cincinnati, année en dents de scie, sortie du top 5 mais maintien dans le top 10
David Ferrer commence sa saison en préparant l'Open d'Australie par les tournois de Doha et d'Auckland, où il s'incline respectivement en huitième de finale contre Daniel Brands (4-6, 5-7) et en demi-finale contre Lu Yen-hsun (4-6, 64-7). Néanmoins son parcours à l'Open d'Australie est très satisfaisant. Il se qualifie en quart de finale en éliminant notamment Adrian Mannarino (7-62, 5-7, 6-0, 6-3), Jérémy Chardy (6-2, 7-65, 6-2) et Florian Mayer (65-7, 7-5, 6-2, 6-1) après deux premiers sets compliqués au bout de 2 h 55. C'est son 9e quart de finale consécutif en Grand Chelem. Il s'incline face à Tomáš Berdych en quatre manches (1-6, 4-6, 6-2, 4-6) après trois heures.
À la suite du forfait de dernière minute de Rafael Nadal, David Ferrer reçoit une wild card pour remplacer son compatriote au tournoi de Buenos Aires. Il défend avec succès son titre acquis l'année précédente en éliminant successivement Máximo González, Santiago Giraldo, Albert Ramos, Nicolás Almagro et enfin Fabio Fognini en finale sur le score de (6-4, 6-3), le tout sans perdre de set tout au long de la semaine. Il enchaîne ensuite par l'Open de Rio, stoppé en demi-finale par Alexandr Dolgopolov (4-6, 4-6).
Il joue ensuite au tournoi d'Acapulco, où il s'arrête en quarts de finale, sur abandon, face à Kevin Anderson. Il fait ensuite l'impasse du premier Masters 1000 de la saison, à Indian Wells, pour soigner sa blessure à l'adducteur. De retour au Masters de Miami, il est sorti dès les huitièmes de finale par Kei Nishikori (67-7, 6-2, 69-7), après avoir manqué quatre balles de match au terme d'un combat de plus de trois heures.
De retour sur la terre au Masters de Monte-Carlo, Ferrer passe sans problème Jérémy Chardy et Grigor Dimitrov en deux sets. Puis il effectue une énorme performance en éliminant en quart de finale le no 1 mondial, Rafael Nadal (7-61, 6-4) qui n'avait jamais perdu avant la finale sur le Rocher. Néanmoins il s'incline en demi-finale contre le futur vainqueur, le no 3 mondial Stanislas Wawrinka (1-6, 63-7) en une heure et demie, et ne parvient pas à enchaîner à l'Open de Barcelone où il est éliminé dès son premier match contre Teymuraz Gabashvili.

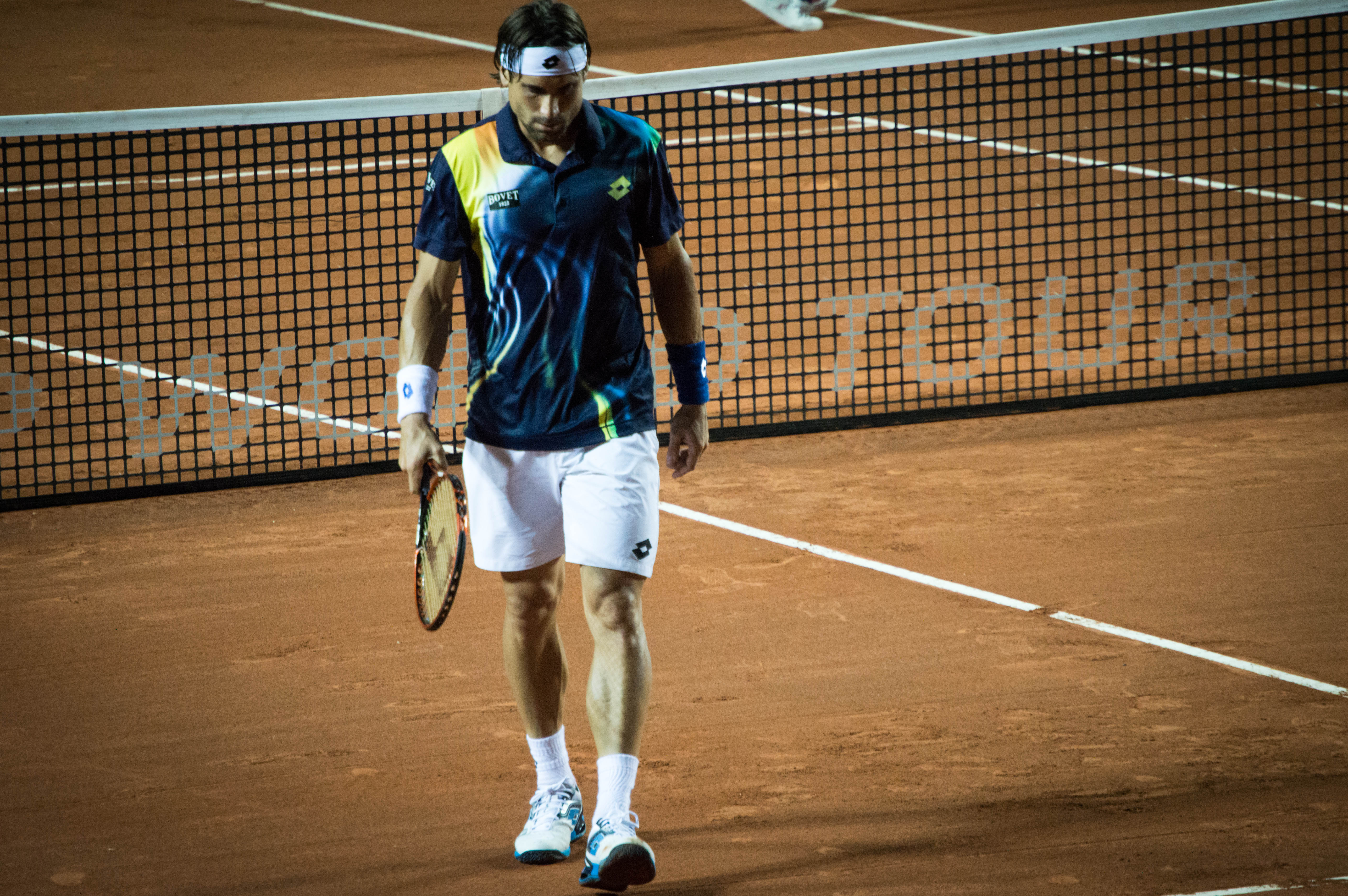
David Ferrer au Masters de Rome en 2014.

Il réalise ensuite de très bonnes performances, atteignant les demi-finales au Masters de Madrid, où il s'incline face à Kei Nishikori dans un match exceptionnel (65-7, 7-5, 3-6) de trois heures de jeu, après avoir battu difficilement Albert Ramos-Viñolas (7-66, 5-7, 6-3), le 10e mondial John Isner (6-4, 6-4) et le Letton Ernests Gulbis (7-63, 6-3) en quart. Il joue ensuite les quarts de finale au Masters de Rome où il perd face à Novak Djokovic au terme d'un match très intense également (5-7, 6-4, 3-6) de 2 h 30.
Vient ensuite le second Grand Chelem de l'année, Roland-Garros, où il se hisse facilement en quart de finale, écartant sur son passage Igor Sijsling (6-4, 6-3, 6-1), Simone Bolelli (6-2, 6-3, 6-2), Andreas Seppi (6-2, 7-62, 6-3) et enfin Kevin Anderson (6-3, 6-3, 65-7, 6-1) en perdant un set après 2 h 51. Il s'incline en quart de finale face à Rafael Nadal (6-4, 4-6, 0-6, 1-6) en 2 h 34, opposant de la résistance seulement dans les deux premières manches.
Il déclare ensuite forfait à Bois-le-Duc, son tournoi de préparation pour Wimbledon. Il arrive donc à Londres avec peu de repères sur le gazon. Il s'incline prématurément au second tour face au jeune Russe Andrey Kuznetsov en 5 manches (7-65, 0-6, 6-3, 3-6, 2-6).
Il s'aligne ensuite au tournoi de Båstad, où il déçoit encore en étant éliminé dès les quarts de finale face à Carlos Berlocq (3-6, 3-6). Toujours pour retrouver de la confiance, il obtient une wild card pour le tournoi de Hambourg, et s'y retrouve tête de série no 1. Il atteint la finale en éliminant difficilement Mikhail Kukushkin et Andreas Seppi en trois manches, puis en corrigeant Pablo Andújar (6-0, 6-2) et la jeune sensation du tournoi, l'Allemand Alexander Zverev (6-0, 6-1). Mais il s'incline finalement face à Leonardo Mayer au terme d'un bras de fer intense (7-63, 1-6, 64-7).
Lors des Masters 1000 préparatifs à l'US Open, il réalise de bonnes performances, atteignant les quarts de finale au Masters de Toronto où il est éliminé par Roger Federer (3-6, 6-4, 3-6). Au Masters de Cincinnati, il atteint la finale, en passant d'abord difficilement Philipp Kohlschreiber en trois tie breaks, puis tranquillement Mikhail Youzhny. Après le tombeur de Djokovic, son compatriote Tommy Robredo (6-4, 3-6, 6-3), le seul top 20 qu'il affronte, et dans le dernier carré, il vainc facilement leFrançais Julien Benneteau (6-1, 6-2) en 1 h 11. Il est battu une nouvelle fois par sa bête noire Roger Federer (3-6, 6-1, 2-6) (16e défaite en autant de rencontres) en 1 h 42 malgré un set prit.
Lors de l'US Open, il est sorti dès le troisième tour par Gilles Simon en 4 manches (3-6, 6-3, 1-6, 3-6), dans un match joué dans des conditions difficiles.
Il réalise une tournée asiatique compliquée avec deux éliminations d'entrée à Shenzhen et Tokyo et un quart de finale à Shanghai après avoir éliminé Andy Murray en trois sets (2-6, 6-1, 6-2) alors 11e mondial en huitième et buté sur Novak Djokovic.
Il obtient une wild card pour le tournoi de Vienne pour la tournée en salle où il atteint la finale, défait par Andy Murray (7-5, 2-6, 5-7), alors qu'il a servi pour le gain du match. Il perd à nouveau contre Andy Murray (4-6, 5-7) la semaine suivante en demi-finale à Valence. Au dernier tournoi Masters 1000 de l'année à Paris-Bercy, il s'incline contre le 7e mondial, Kei Nishikori en quart de finale après un match marathon (6-3, 65-7, 4-6).
Il termine alors 10e au classement ATP Race et ne se qualifie pas pour le Masters de fin d'année. Cependant, après le forfait de Milos Raonic pour son dernier match de poule, il remplace au pied levé le joueur canadien et affronte Kei Nishikori, mais il s'incline face au Japonais (6-4, 4-6, 1-6) après 1 h 57 de jeu.

### 2015 - 5 titres dont 3 ATP 500 et son 10edans la catégorie, blessure au coude et retour dans le top 8
David Ferrer commence parfaitement sa saison avec un titre à Doha en ayant battu en demi-finale le tombeur de Novak Djokovic, le Croate Ivo Karlović en 3 tie-breaks. En finale, il bat Tomáš Berdych (6-4, 7-5) alors 7e
mondial. Il déclare ensuite forfait au tournoi d'Auckland, préférant s'accorder une semaine de repos et d'entrainement avant l'Open d'Australie.
Pour le premier Grand Chelem de la saison, il atteint les huitièmes en ayant perdu un set à chaque tour. Lors de son 3e tour contre Gilles Simon (6-2, 7-5, 5-7, 7-64), il puise dans ses ressources physiques dans un match intense de plus 3 heures. Au tour suivant, il perd de manière expéditive contre le 5e mondial, Kei Nishikori (3-6, 3-6, 3-6) en un peu plus de 2 heures.
En février, il remporte son 2e titre de l'année à l'Open de Rio de Janeiro en dominant en finale l'Italien Fabio Fognini (6-2, 6-3), vainqueur en demi-finale de Rafael Nadal. C'est son 23e titre, le 8e ATP 500 en carrière. Il enchaîne parfaitement au tournoi d'Acapulco avec la transition sur dur, la semaine suivante où il triomphe en finale face au 5e mondial, Kei Nishikori, tête de série no 1, qui l'avait battu dans leurs 5 derniers affrontements, rejoignant ainsi Thomas Muster avec 4 titres à Acapulco. David Ferrer réalise donc un très bon début d'année, ayant remporté trois tournois dont deux ATP 500, et n'ayant perdu qu'un match à l'Open d'Australie pendant ces deux mois pour dix-huit victoires. Pour les masters américain, au Masters d'Indian Wells, il bat difficilement Ivan Dodig, avant de tomber au 3e tour contre Bernard Tomic. Puis au Masters de Miami, il réussit mieux en passant Federico Delbonis, Lukáš Rosol et Gilles Simon sans perdre de set. Il est vaincu en quart de finale par le no 1 mondial, Novak Djokovic (5-7, 5-7) en 1 h 53, qui gagnera le tournoi.
La tournée européenne sur ocre est bonne avec un quart de finale au Masters de Monte-Carlo en battant Gilles Simon (6-2, 63-7, 6-1) d'un match physique en huitième mais perdant contre Rafael Nadal (4-6, 7-5, 2-6) d'un match également accroché de 2 h 44. Puis juste après, l'Open de Barcelone, il passe Albert Montañés, Elias Ymer et Philipp Kohlschreiber (6-3, 7-65), avant d'être battu en demi-finale par son compatriote Pablo Andújar (66-7, 3-6) en 1 h 45. Ensuite, il atteint les quarts de finale au Masters de Madrid en triomphant deu qualifié Albert Ramos et de Fernando Verdasco (5-7, 6-3, 6-4) en huitième, et chutant assez sèchement face à Kei Nishikori (4-6, 2-6) au tour suivant. Et pour le dernier tournoi préparatoire au Masters de Rome, Ferrer passe le Français Richard Gasquet (6-4, 7-5), Guillermo García-López et en quart de finale, le Belge David Goffin (6-2, 4-6, 6-3) pour se qualifier dans le dernier carré après 2 h 09. Après 1 h 35 de jeu, il se fait éliminer par le no 1 mondial, Novak Djokovic (4-6, 4-6), futur vainqueur.
À Roland-Garros, il se qualifie pour les quarts de finale et sans faire de bruit, en battant notamment laborieusement Simone Bolelli (6-3, 1-6, 5-7, 6-0, 6-1) au 3e tour et en huitième de finale, en trois sets sec le 10e mondial, Marin Čilić (6-2, 6-2, 6-4) en 1 h 50, où selon lui, il a disputé « son meilleur match ». Lors du quart, il perd contre Andy Murray (64-7, 2-6, 7-5, 1-6) après 3 h 19 de jeu, alors qu'il n'avait jamais perdu contre lui sur terre battue.
La saison sur herbe tourne court, avec une élimination d'entrée à Nottingham et alors tête de série no 8, déclare forfait la veille du début du tournoi de Wimbledon en raison d'une douleur au coude. C'est la première fois dans sa carrière que l'Espagnol renonce à un tournoi du Grand Chelem. Ferrer repousse encore son retour, en déclarant forfait pour les M1000 de Montréal et de Cincinnati,.
Il revient à l'US Open sans grand repères où il s'incline au 3e tour face à Jérémy Chardy (66-7, 6-4, 3-6, 1-6). Il remporte le 4e titre de sa saison à Kuala Lumpur en battant Feliciano López : 7-5, 7-5. Ce titre lui permet de maintenir sa place de 8e de la Race sur Richard Gasquet.
Après une tournée en Chine marquée notamment par une demi-finale à Pékin, il remporte son 10e ATP 500 à l'occasion du tournoi de Vienne en salle face à Steve Johnson (4-6, 6-4, 7-5) en tant que tête de série numéro 1. C'est le 26e titre de sa carrière, le 5e de la saison. Puis au Masters de Paris-Bercy, il vainc facilement Alexandr Dolgopolov, puis Grigor Dimitrov (64-7, 6-1, 6-4) et le grand serveur tombeur de Federer au tour d'avant, John Isner (6-3, 66-7, 6-2) dans deux matchs compliqués. Il est éliminé assez facilement (4-6, 3-6) en 1 h 35 contre Andy Murray.
Il se qualifie le 31 octobre pour le Masters, placé dans le groupe B et perdant chacun de ses matchs. D'abord contre Murray (4-6, 4-6) en une heure et demie, puis Stanislas Wawrinka (5-7, 2-6) en 1 h 33 et enfin, après un gros match de 2 h 37 contre Rafael Nadal, lui prenant un set mais s'inclinant (7-62, 3-6, 4-6).
Ferrer termine ainsi l'année à la 7e place mondiale, mieux que l'année précédente.

### 2016 - Saison du déclin gâchée par les blessures et sans aucun titre, sortie du top 20
David Ferrer commence sa saison par la défense de son titre à Doha. Cependant, il perd d'entrée de tournoi à la grande surprise (7-68, 3-6, 2-6) face à l'Ukrainien Illya Marchenko, 94e au classement ATP. Il bénéficie ensuite d'une wild card pour le tournoi d'Auckland, où il s'incline en demi-finale face à l'Américain Jack Sock en trois sets (6-3, 1-6, 2-6).
Durant l'Open d'Australie, il remporte facilement ses trois premiers tours, ne concédant aucun set. Il met d'ailleurs fin à la carrière de Lleyton Hewitt au second tour (6-2, 6-4, 6-4). En huitièmes, il affronte le géant Américain John Isner 11e mondial et s'impose encore en trois sets (6-4, 6-4, 7-5) en deux heures. Il est stoppé en quarts par le no 2 mondial, Andy Murray sur le score de (3-6, 7-65, 2-6, 3-6) en 3 h 20 de jeu. Avec cette performance, il parvient à se hisser à la 6e place du classement ATP.
Durant la tournée sud-américaine sur terre battue, il est battu en demi-finale à Buenos Aires par un autre Espagnol Nicolás Almagro (4-6, 5-7), contre qui il n'avait jamais perdu en 15 confrontations. Mais à cause de la pluie, Ferrer a dû jouer son quart et sa demi-finale le même jour. Alors tenant du titre à Rio de Janeiro, il perd sèchement (3-6, 2-6) en quart contre Dominic Thiem, un adversaire qui ne l'avait jamais battu également. Avec ces résultats, il redescend à la 8e place du classement ATP. Il perd également son titre à Acapulco (4-6, 4-6) dès le second tour face à Alexandr Dolgopolov.
Il revient en mars pour le Masters de Miami après une pause de quelques semaines, mais se fait sortir par le Français Lucas Pouille au troisième tour (7-61, 64-7, 5-7) au terme d'un match marathon de 2 h 45, où l'Espagnol a fait beaucoup de fautes directes.
Il se blesse à la jambe et est contraint de renoncer à disputer le Masters de Monte-Carlo et le tournoi de Barcelone. Il reprend au Masters de Madrid. Au premier tour, il bat difficilement (3-6, 6-1, 6-1) Guillermo García-López, puis le qualifié Denis Kudla (6-4, 4-6, 6-4). Il perd ensuite en huitième de finale contre Tomáš Berdych (68-7, 5-7). La semaine suivante, au Masters de Rome, il affronte au premier tour le qualifié Italien Filippo Volandri, et s'impose difficilement en profitant de la baisse de régime de son adversaire (4-6, 7-5, 6-1). Puis il bat à nouveau García-López mais en deux manches, avant de perdre en huitième (4-6, 1-6) en tout juste une heure contre le Français Lucas Pouille. Conséquence de ses performances, l'Espagnol sort du top 10 pour la première fois depuis octobre 2010. À Roland-Garros, il passe ses trois premiers tours contre Evgeny Donskoy, Juan Mónaco en perdant un set et Feliciano López (6-4, 7-66, 6-1), mais il est battu en huitièmes de finale par Tomáš Berdych 8e mondial, (3-6, 5-7, 3-6) de façon plutôt sèche en seulement 2 h 13.
Sa tournée sur gazon n'est pas très glorieuse, il perd en quart contre Gilles Müller à Bois-le-Duc en trois manches serrées, puis dès le premier tour à Halle face à Andreas Seppi. À Wimbledon, il s'incline au second tour face à Nicolas Mahut (1-6, 4-6, 3-6), spécialiste de gazon.
Durant la période estivale, David Ferrer participe au tournoi de Båstad où il s'incline en demi-finale face à Albert Ramos-Viñolas (5-7, 4-6), futur vainqueur du tournoi. Puis il participe aux Jeux olympiques de Rio où il s'incline dès le deuxième tour face au Russe Evgeny Donskoy en trois sets (6-3, 61-7, 5-7) alors qu'il avait le match en main. Au Masters de Cincinnati, il perd d'entrée face à Julien Benneteau en trois manches.
À l'US Open, il est tête de série no 11 et voit son tournoi se terminer au 3e tour contre Juan Martín del Potro de retour en grande forme, en 3 sets (63-7, 2-6, 3-6).
Pour la tournée asiatique à Pékin, il bat Pablo Cuevas, Fabio Fognini en deux set et le jeune Alexander Zverev (64-7, 6-1, 7-5) dans un match à retournement qui lui permet de se qualifier pour le dernier carré. Il perd sèchement (2-6, 3-6) contre Andy Murray. Et perd dès le premier tour contre Feliciano López (63-7, 6-4, 64-7) dans un match compliqué et frustrant pour Ferrer au Masters de Shanghai.
Pour les tournois en salle de fin d'année, il atteint les demi-finales à Vienne alors tenant du titre, mais déclare forfait avant de disputer son match contre Murray. Enfin au Masters de Paris-Bercy exempté de premier tour, il perd d'entrée de tournoi contre le géant Américain John Isner (64-7, 64-7), alors futur finaliste, et bouclant sa saison à la 21e place mondiale, en sortant du top 20 en fin d'année pour la première fois depuis 2004.

### 2017 - 2019: Confirmation du déclin, retour en Coupe Davis et fin de carrière
David Ferrer commence sa saison à Brisbane, commençant bien avec une victoire contre le local Bernard Tomic (6-3, 7-5) mais perdant au deuxième tour contre la wild card Jordan Thompson (6-4, 5-7, 5-7). À l'Open d'Australie, il passe les jeunes Omar Jasika et Ernesto Escobedo, avant de tomber (5-7, 7-66, 63-7, 4-6) dans un match accroché face à Roberto Bautista-Agut.
Sur terre battue, il perd (4-6, 3-6) en huitième au Masters de Madrid contre le 8e mondial, Kei Nishikori. Puis au Masters de Rome, il perd à nouveau contre le Japonais Nishikori (5-7, 2-6). Lors des Internationaux de France, David Ferrer s'impose au premier tour contre l'Américain Donald Young en 5 sets (5-7, 6-3, 4-6, 6-3, 13-11) après 4 h 29, mais il perd au second tour contre Feliciano López (classé 36e mondial) en 5 sets (5-7, 6-3, 5-7, 6-4, 4-6).
Après une saison sur gazon peu prolifique où il perd au 3e tour de Wimbledon face à Tomáš Berdych (3-6, 4-6, 3-6), malgré une victoire dès le 1er tour face à la tête de série n°22 Richard Gasquet en 4 manches (6-3, 6-4, 5-7, 6-2).
Il décide de revenir sur terre battue avec le tournoi de Båstad, où il passe Federico Delbonis, Dustin Brown, puis difficilement le Suisse Henri Laaksonen (7-5, 3-6, 7-63) sans lâcher le match. En demi-finale, il passe son compatriote Fernando Verdasco également avec résistance (6-1, 63-7, 6-4). En finale, il s'impose plus facilement face à Alexandr Dolgopolov en deux manches (6-4, 6-4) et 1 h 26 de jeu. Ce 27e titre en carrière arrive après plus d'un an et demi sans la moindre finale.
Sur le ciment américain du Masters de Cincinnati, Ferrer passe deux tours de plus de deux heures à chaque fois contre Steve Johnson (6-1, 5-7, 6-3) et le lucky loser Janko Tipsarević (6-4, 65-7, 6-1). Il se qualifie pour son premier quart de finale en Masters 1000 de l'année en battant la tête de série numéro 11, Pablo Carreño-Busta (6-4, 6-4) sans flancher physiquement au vu de ses premiers matchs.
En 2018, il est rappelé en équipe d'Espagne pour jouer le quart de finale de Coupe Davis face à l'Allemagne. Il perd son premier simple face à Alexander Zverev puis qualifie son pays en demi-finale en battant dans le 5e match Philipp Kohlschreiber lors d'un combat de près de 5 heures de jeu sur le score de 7-61, 3-6, 7-64, 4-6, 7-5.
Il subit une grosse désillusion à Roland-Garros où il perd en 5 sets au premier tour face au jeune joueur espagnol Jaume Munar alors qu'il menait 2 sets à rien (3-6, 3-6, 7-63, 7-64, 7-5).
Début août, il déclare qu'il prendra sa retraite en 2019 lors du tournoi de Barcelone ou de Madrid. Il est éliminé dès son entrée en lice aux Masters 1000 du Canada et de Cincinnati, ce qui entraîne sa chute hors du top 100 mondial pour la première fois depuis 2002. À l'US Open, il affronte au premier tour le no 1 mondial Rafael Nadal mais doit abandonner lors du second set, blessé à la cheville. En 2019, il réalise une tournée d'adieu dans ses tournois favoris, jouant à Auckland, Buenos Aires, Acapulco, Miami, Barcelone puis il met fin officiellement à sa carrière après une defaite face à Alexander Zverev lors du Masters 1000 de Madrid .

## Après-carrière
David Ferrer devient après sa carrière directeur du tournoi de Barcelone. En fin d'année 2020, il est entraîneur d'Alexander Zverev durant trois mois. Il est nommé capitaine de l'équipe d'Espagne de Coupe Davis pour trois ans en décembre 2022 en remplacement de Sergi Bruguera.

## Style de jeu

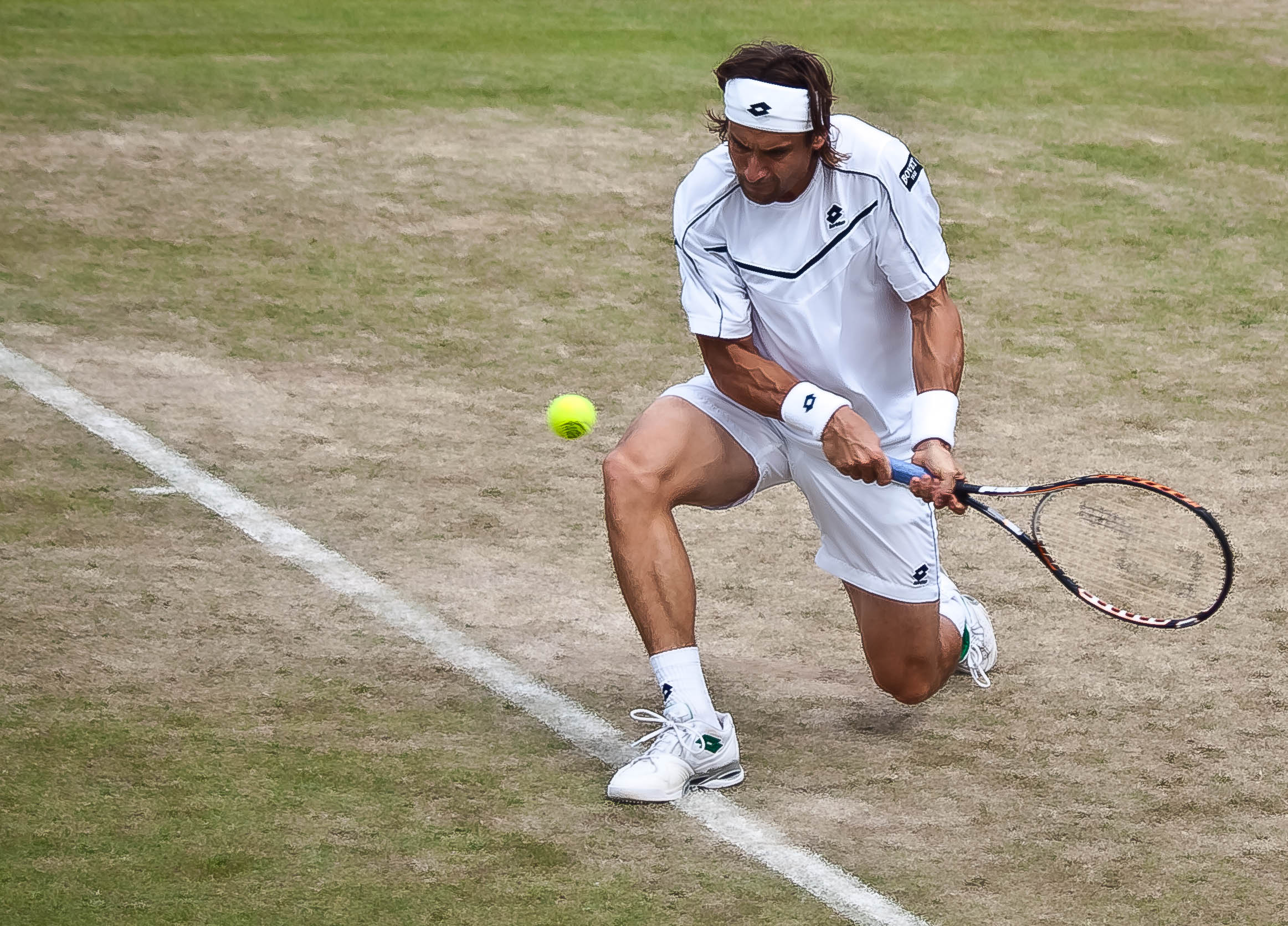
Ferrer exécutant un revers au tournoi de Wimbledon 2011.

David Ferrer est un « métronome » qui dispose d'un physique exceptionnel. Très solide en revers comme en coup droit, remarquable en défense mais aussi capable d'attaquer, l'Espagnol est capable de faire craquer bon nombre de joueurs. Il s'appuie généralement sur son coup droit pour diriger l'échange en profitant de sa vitesse de déplacement pour tourner autour de son revers. Au début de sa carrière, son jeu était surtout axé sur une défense à toute épreuve puis au fil des années, il l'a fait évoluer en jouant de plus en plus vers l'avant, ce qui lui permet de développer un jeu d'attaque efficace et de conclure ses points plus rapidement. Sa surface de prédilection reste la terre battue mais il est devenu un joueur redoutable sur dur également.
À une époque où la taille moyenne des joueurs de tennis se situe aux alentours des 1,85 m, Ferrer fait partie des derniers joueurs de tennis de petit gabarit (moins de 1,80 m) qui réussissent à se classer régulièrement dans le top 10 voire le top 5, dans la lignée des Michael Chang, Marcelo Ríos ou Sébastien Grosjean, à l'instar de Kei Nishikori.
Selon le journaliste Benoît Maylin, il est surnommé « Le Pou » car il est « recroquevillé sur la balle comme un morpion sur son poil » et « il ne lâche jamais, il t'épuise ».

## Palmarès

### En simple messieurs
| 27 titres en simple | 0 G. Chelem | 0 G. Chelem | 0 G. Chelem | 0 G. Chelem | 0 Masters  | 0 Masters  | 0 Masters   | 0 Masters   | 1 Masters 1000 | 1 Masters 1000 | 1 Masters 1000 | 1 Masters 1000 | 10 ATP 500          | 10 ATP 500          | 10 ATP 500          | 10 ATP 500          | 16 ATP 250          | 16 ATP 250          | 16 ATP 250     | 16 ATP 250     | 0 JO           | 0 JO           | 0 JO           | 0 JO           |
| 27 titres en simple | 12 sur dur  | 12 sur dur  | 12 sur dur  | 12 sur dur  | 12 sur dur | 12 sur dur | 2 sur gazon | 2 sur gazon | 2 sur gazon    | 2 sur gazon    | 2 sur gazon    | 2 sur gazon    | 13 sur terre battue | 13 sur terre battue | 13 sur terre battue | 13 sur terre battue | 13 sur terre battue | 13 sur terre battue | 0 sur moquette | 0 sur moquette | 0 sur moquette | 0 sur moquette | 0 sur moquette | 0 sur moquette |

## Parcours dans les tournois duGrand Chelem

### Finale (1)
| Année | Tournoi       | Adversaire en finale | Score         |
| 2013  | Roland-Garros | Rafael Nadal         | 3-6, 2-6, 3-6 |

### En simple
| Année | Open d'Australie | Open d'Australie | Internationaux de France | Internationaux de France | Wimbledon       | Wimbledon        | US Open         | US Open         |
| ----- | ---------------- | ---------------- | ------------------------ | ------------------------ | --------------- | ---------------- | --------------- | --------------- |
| 2003  | 1er tour (1/64)  | Lee Hyung-taik   | 2e tour (1/32)           | Wayne Ferreira           | 2e tour (1/32)  | Jiří Novák       | 1er tour (1/64) | Robby Ginepri   |
| 2004  | 2e tour (1/32)   | Sjeng Schalken   | 2e tour (1/32)           | Julien Benneteau         | 2e tour (1/32)  | Hicham Arazi     | 1er tour (1/64) | Mardy Fish      |
| 2005  | 1er tour (1/64)  | David Nalbandian | 1/4 de finale            | Rafael Nadal             | 1er tour (1/64) | G. García-López  | 3e tour (1/16)  | Dominik Hrbatý  |
| 2006  | 1/8 de finale    | Fabrice Santoro  | 3e tour (1/16)           | R. Ramírez               | 1/8 de finale   | Lleyton Hewitt   | 3e tour (1/16)  | Mikhail Youzhny |
| 2007  | 1/8 de finale    | Mardy Fish       | 3e tour (1/16)           | F. Verdasco              | 2e tour (1/32)  | P.-H. Mathieu    | 1/2 finale      | Novak Djokovic  |
| 2008  | 1/4 de finale    | Novak Djokovic   | 1/4 de finale            | Gaël Monfils             | 3e tour (1/16)  | Mario Ančić      | 3e tour (1/16)  | Kei Nishikori   |
| 2009  | 3e tour (1/16)   | Marin Čilić      | 3e tour (1/16)           | Robin Söderling          | 3e tour (1/16)  | Radek Štěpánek   | 2e tour (1/32)  | José Acasuso    |
| 2010  | 2e tour (1/32)   | Márcos Baghdatís | 3e tour (1/16)           | Jürgen Melzer            | 1/8 de finale   | Robin Söderling  | 1/8 de finale   | F. Verdasco     |
| 2011  | 1/2 finale       | Andy Murray      | 1/8 de finale            | Gaël Monfils             | 1/8 de finale   | J.-W. Tsonga     | 1/8 de finale   | Andy Roddick    |
| 2012  | 1/4 de finale    | Novak Djokovic   | 1/2 finale               | Rafael Nadal             | 1/4 de finale   | Andy Murray      | 1/2 finale      | Novak Djokovic  |
| 2013  | 1/2 finale       | Novak Djokovic   | Finale                   | Rafael Nadal             | 1/4 de finale   | J. M. del Potro  | 1/4 de finale   | Richard Gasquet |
| 2014  | 1/4 de finale    | Tomáš Berdych    | 1/4 de finale            | Rafael Nadal             | 2e tour (1/32)  | Andrey Kuznetsov | 3e tour (1/16)  | Gilles Simon    |
| 2015  | 1/8 de finale    | Kei Nishikori    | 1/4 de finale            | Andy Murray              | —               | —                | 3e tour (1/16)  | Jérémy Chardy   |
| 2016  | 1/4 de finale    | Andy Murray      | 1/8 de finale            | Tomáš Berdych            | 2e tour (1/32)  | Nicolas Mahut    | 3e tour (1/16)  | J. M. del Potro |
| 2017  | 3e tour (1/16)   | R. Bautista-Agut | 2e tour (1/32)           | Feliciano López          | 3e tour (1/16)  | Tomáš Berdych    | 1er tour (1/64) | M. Kukushkin    |
| 2018  | 1er tour (1/64)  | Andrey Rublev    | 1er tour (1/64)          | Jaume Munar              | 1er tour (1/64) | Karen Khachanov  | 1er tour (1/64) | Rafael Nadal    |

N.B. : à droite du résultat se trouve le nom de l'ultime adversaire.

### En double
| Année | Open d'Australie                                                                       | Open d'Australie                                                                     | Internationaux de France                                                            | Internationaux de France                                                          | Wimbledon                                                                                | Wimbledon | US Open | US Open |
| ----- | -------------------------------------------------------------------------------------- | ------------------------------------------------------------------------------------ | ----------------------------------------------------------------------------------- | --------------------------------------------------------------------------------- | ---------------------------------------------------------------------------------------- | --------- | ------- | ------- |
| 2003  | 1er tour (1/32) F. Squillari \|\| style="text-align:left;" \| L. Bourgeois S. Draper   | 1er tour (1/32) A. Martín \|\| style="text-align:left;" \| P. Haarhuis I. Kafelnikov | 1er tour (1/32) A. Martín \|\| style="text-align:left;" \| S. Draper P. Luczak      | 1er tour (1/32) F. Vicente \|\| style="text-align:left;" \| W. Black K. Ullyett   |                                                                                          |           |         |         |
| 2004  | 1er tour (1/32) F. Volandri \|\| style="text-align:left;" \| M. Knowles D. Nestor      | 1er tour (1/32) A. Martín \|\| style="text-align:left;" \| Rick Leach B. MacPhie     | 1er tour (1/32) R. Ramírez \|\| style="text-align:left;" \| N. Davydenko A. Fisher  | 2e tour (1/16) I. Andreev \|\| style="text-align:left;" \| R. Koenig T. Parrott   |                                                                                          |           |         |         |
| 2005  | 1/8 de finale A. Calatrava \|\| style="text-align:left;" \| W. Black K. Ullyett        | 1er tour (1/32) S. Ventura \|\| style="text-align:left;" \| Bob Bryan Mike Bryan     | 1er tour (1/32) S. Ventura \|\| style="text-align:left;" \| Bob Bryan Mike Bryan    | 1er tour (1/32) A. Calatrava \|\| style="text-align:left;" \| Cyril Suk P. Vízner |                                                                                          |           |         |         |
| 2006  | 2e tour (1/16) F. Vicente \|\| style="text-align:left;" \| S. Aspelin Todd Perry       | 1er tour (1/32) F. Vicente \|\| style="text-align:left;" \| J. Knowle J. Melzer      | 1er tour (1/32) T. Robredo \|\| style="text-align:left;" \| W. Arthurs J. Gimelstob | 2e tour (1/16) F. Vicente \|\| style="text-align:left;" \| O. Rochus K. Vliegen   |                                                                                          |           |         |         |
| 2007  | —                                                                                      | —                                                                                    | —                                                                                   | —                                                                                 | —                                                                                        | —         | —       | —       |
| 2008  | —                                                                                      | —                                                                                    | —                                                                                   | —                                                                                 | —                                                                                        | —         | —       | —       |
| 2009  | 1er tour (1/32) D. Gimeno-Traver \|\| style="text-align:left;" \| M. Damm R. Lindstedt | 2e tour (1/16) D. Gimeno-Traver \|\| style="text-align:left;" \| C. Kas R. Wassen    | 1er tour (1/32) Marc López \|\| style="text-align:left;" \| J. Coetzee J. Kerr      | —                                                                                 | —                                                                                        |           |         |         |
| 2018  | —                                                                                      | —                                                                                    | —                                                                                   | —                                                                                 | 1er tour (1/32) Marc López \|\| style="text-align:left;" \| A.-U.-H. Qureshi J.-J. Rojer | —         | —       |         |

N.B. : le nom du partenaire se trouve sous le résultat ; les noms des ultimes adversaires se trouvent à droite.

## Parcours auxMasters
| Année | Lieu     | Résultat                 | Tour                  | Adversaires                                                            | Victoire / Défaite        | Scores                                                 |
| ----- | -------- | ------------------------ | --------------------- | ---------------------------------------------------------------------- | ------------------------- | ------------------------------------------------------ |
| 2007  | Shanghai | Finale                   | Finale Demi-finale RR | Roger Federer Andy Roddick Richard Gasquet Rafael Nadal Novak Djokovic | Défaite Victoire          | 2-6, 3-6, 2-6 6-1, 6-3 6-1, 6-1 4-6, 6-4, 6-3 6-4, 6-4 |
| 2010  | Londres  | Round Robin              | RR                    | Andy Murray Robin Söderling Roger Federer                              | Défaite                   | 2-6, 2-6 5-7, 5-7 1-6, 4-6                             |
| 2011  | Londres  | Demi-finale              | Demi-finale RR        | Roger Federer Tomáš Berdych Novak Djokovic Andy Murray                 | Défaite Victoire          | 5-7, 3-6 6-3, 5-7, 1-6 6-3, 6-1 6-4, 7-5               |
| 2012  | Londres  | Round Robin              | RR                    | Juan Martín del Potro Roger Federer Janko Tipsarević                   | Victoire Défaite Victoire | 6-3, 3-6, 6-4 4-6, 6-75 4-6 6-3 6-1                    |
| 2013  | Londres  | Round Robin              | RR                    | Rafael Nadal Tomáš Berdych Stanislas Wawrinka                          | Défaite                   | 3-6, 2-6 4-6, 4-6 7-63, 4-6, 1-6                       |
| 2014  | Londres  | Round Robin (Remplaçant) | RR                    | Kei Nishikori                                                          | Défaite                   | 6-4, 4-6, 1-6                                          |
| 2015  | Londres  | Round Robin              | RR                    | Rafael Nadal Stanislas Wawrinka Andy Murray                            | Défaite                   | 7-62, 3-6, 4-6 5-7, 2-6 4-6, 4-6                       |

## Parcours dans lesMasters 1000
| Année | Indian Wells              | Miami                         | Monte-Carlo               | Rome                      | Hambourg puis Madrid       | Canada                   | Cincinnati                  | Madrid puis Shanghai       | Paris                       |
| ----- | ------------------------- | ----------------------------- | ------------------------- | ------------------------- | -------------------------- | ------------------------ | --------------------------- | -------------------------- | --------------------------- |
| 2003  | 1er tour X. Malisse       | 1er tour J. Acasuso           | 1er tour G. Gaudio        | 2e tour I. Ljubičić       | 1er tour R. Schüttler      | —                        | —                           | 2e tour S. Grosjean        | —                           |
| 2004  | 1er tour À. Corretja      | 1er tour R. Söderling         | —                         | 1/8 de finale Jiří Novák  | 1/4 de finale G. Coria     | 2e tour N. Kiefer        | 1er tour P. Srichaphan      | 1er tour À. Corretja       | 1er tour Mardy Fish         |
| 2005  | 3e tour Carlos Moyà       | 1/2 finale R. Nadal           | 1/4 de finale G. Coria    | 1/2 finale R. Nadal       | 1er tour T. Berdych        | 2e tour J. C. Ferrero    | 2e tour R. Ginepri          | 1/4 de finale R. Ginepri   | 1/4 de finale A. Roddick    |
| 2006  | 2e tour Kohlschreiber     | 1/2 finale R. Federer         | 1/4 de finale R. Federer  | 1er tour J. Acasuso       | 1/4 de finale T. Robredo   | 1er tour A. Murray       | 1/4 de finale F. González   | 2e tour Tim Henman         | 2e tour R. Ginepri          |
| 2007  | 1/4 de finale N. Djokovic | 1/8 de finale A. Roddick      | 1/4 de finale R. Federer  | 1er tour I. Andreev       | 1/4 de finale R. Federer   | 2e tour D. Nalbandian    | 1/4 de finale N. Davydenko  | 2e tour F. López           | 1/4 de finale D. Nalbandian |
| 2008  | 3e tour Lee H-t.          | 2e tour T. Johansson          | 1/4 de finale R. Nadal    | 2e tour R. Štěpánek       | 1/8 de finale F. Verdasco  | 1/8 de finale R. Gasquet | 2e tour N. Lapentti         | 2e tour F. López           | 2e tour Kohlschreiber       |
| 2009  | 1/8 de finale A. Roddick  | 1/8 de finale J. M. del Potro | 1/8 de finale F. Verdasco | 1er tour P.-H. Mathieu    | 2e tour Juan Mónaco        | 2e tour R. Nadal         | 1/8 de finale R. Federer    | 2e tour F. López           | —                           |
| 2010  | 2e tour J. Blake          | 1/8 de finale R. Nadal        | 1/2 finale R. Nadal       | Finale R. Nadal           | 1/2 finale R. Federer      | 1er tour D. Nalbandian   | 1/8 de finale N. Davydenko  | 1/8 de finale R. Söderling | 1/8 de finale J. Melzer     |
| 2011  | 2e tour I. Karlović       | 1/4 de finale Mardy Fish      | Finale R. Nadal           | —                         | 1/4 de finale N. Djokovic  | —                        | 1/8 de finale G. Simon      | Finale A. Murray           | 1/4 de finale John Isner    |
| 2012  | 3e tour D. Istomin        | 1/4 de finale N. Djokovic     | 2e tour T. Bellucci       | 1/2 finale R. Nadal       | 1/4 de finale R. Federer   | —                        | 2e tour S. Wawrinka         | —                          | Victoire J. Janowicz        |
| 2013  | 2e tour K. Anderson       | Finale A. Murray              | —                         | 1/4 de finale R. Nadal    | 1/4 de finale R. Nadal     | 2e tour A. Bogomolov     | 1/8 de finale D. Toursounov | 1/8 de finale F. Mayer     | Finale N. Djokovic          |
| 2014  | —                         | 1/8 de finale K. Nishikori    | 1/2 finale S. Wawrinka    | 1/4 de finale N. Djokovic | 1/2 finale K. Nishikori    | 1/4 de finale R. Federer | Finale R. Federer           | 1/4 de finale N. Djokovic  | 1/4 de finale K. Nishikori  |
| 2015  | 3e tour B. Tomic          | 1/4 de finale N. Djokovic     | 1/4 de finale R. Nadal    | 1/2 finale N. Djokovic    | 1/4 de finale K. Nishikori | —                        | —                           | 2e tour B. Tomic           | 1/2 finale A. Murray        |
| 2016  | —                         | 3e tour L. Pouille            | —                         | 1/8 de finale L. Pouille  | 1/8 de finale T. Berdych   | —                        | 1er tour J. Benneteau       | 1er tour F. López          | 2e tour John Isner          |
| 2017  | —                         | 2e tour Schwartzman           | —                         | 2e tour K. Nishikori      | 1/8 de finale K. Nishikori | 1/8 de finale R. Federer | 1/2 finale N. Kyrgios       | —                          | 1er tour A. Mannarino       |
| 2018  | 3e tour J. M. del Potro   | 3e tour A. Zverev             | —                         | 1er tour Jack Sock        | —                          | 1er tour Bradley Klahn   | 1er tour B. Paire           | —                          | —                           |
| 2019  | —                         | 3e tour F. Tiafoe             | —                         | —                         | 2e tour A. Zverev          | —                        | —                           | —                          | —                           |

N.B. : sous le résultat se trouve le nom de l’ultime adversaire.

## Confrontations avec ses principaux adversaires
Bilan des confrontations avec ses principaux adversaires rencontrés au moins 10 fois lors des tournois ATP et en Coupe Davis et ayant déjà intégré le top 10, classé par pourcentage croissant de victoires, mis à jour le 25 avril 2019 :
Les joueurs retraités sont en gris.
| Joueur                | Meilleur classement | Confrontations | Victoires | Défaites | Pourcentage de victoires | Dernière confrontation                                      |
| --------------------- | ------------------- | -------------- | --------- | -------- | ------------------------ | ----------------------------------------------------------- |
| Roger Federer         | 1                   | 17             | 0         | 17       | 0                        | défaite (6-4, 4-6, 2-6) au Masters du Canada 2017           |
| Rafael Nadal          | 1                   | 32             | 6         | 26       | 18,8                     | défaite (3-6, 3-6) au tournoi de Barcelone 2019             |
| Novak Djokovic        | 1                   | 21             | 5         | 16       | 23,8                     | défaite (2-6, 3-6) au tournoi de Chine 2015                 |
| Robin Söderling       | 4                   | 14             | 4         | 10       | 28,6                     | défaite (2-6, 2-6) au tournoi de Suède 2011                 |
| Kei Nishikori         | 4                   | 14             | 4         | 10       | 28,6                     | défaite (5-7, 2-6) au Masters de Rome 2017                  |
| Andy Murray           | 1                   | 20             | 6         | 14       | 30                       | défaite (2-6, 3-6) au tournoi de Chine 2016                 |
| Juan Martín del Potro | 3                   | 13             | 6         | 7        | 46,2                     | défaite (4-6, 63-7) au Masters d'Indian Wells 2018          |
| Fernando González     | 5                   | 10             | 5         | 5        | 50                       | victoire (6-2, 6-4) au tournoi de Buenos Aires 2012         |
| Stanislas Wawrinka    | 3                   | 14             | 7         | 7        | 50                       | défaite (5-7, 2-6) aux Masters 2015                         |
| Tomáš Berdych         | 4                   | 16             | 8         | 8        | 50                       | défaite (3-6, 4-6, 3-6) à Wimbledon 2017                    |
| Andy Roddick          | 1                   | 11             | 7         | 4        | 63,6                     | victoire (2-6, 7-68, 6-4, 6-3) au tournoi de Wimbledon 2012 |
| David Nalbandian      | 3                   | 14             | 9         | 5        | 64,3                     | victoire (2-6, 6-4, 6-0) au tournoi de Buenos Aires 2013    |
| Fernando Verdasco     | 7                   | 21             | 14        | 7        | 66,7                     | victoire (6-1, 63-7, 6-4) au tournoi de Suède 2017          |
| Radek Štěpánek        | 8                   | 11             | 8         | 3        | 72,7                     | victoire (7-5, 6-3) au tournoi de Malaisie 2015             |
| Richard Gasquet       | 7                   | 13             | 10        | 3        | 76,9                     | victoire (6-3, 6-4, 5-7, 6-2) au tournoi de Wimbledon 2017  |
| Tommy Robredo         | 5                   | 10             | 8         | 2        | 80                       | victoire (6-4, 3-6, 6-3) au Masters de Cincinnati 2014      |
| Gilles Simon          | 6                   | 10             | 8         | 2        | 80                       | victoire (6-2, 63-7, 6-1) au Masters de Monte-Carlo 2015    |
| Nicolás Almagro       | 9                   | 16             | 15        | 1        | 93,8                     | défaite (4-6, 5-7) au tournoi de Buenos Aires 2016          |

## Victoires sur le top 10
Toutes ses victoires sur des joueurs classés dans le top 10 de l'ATP lors de la rencontre.
| Légende         |
| Grand Chelem    |
| Masters         |
| Jeux olympiques |
| Masters 1000    |
| 500 Series      |
| 250 Series      |
| Coupe Davis     |

| #  | D.F.   | Tournoi          | Année | Surface      | Adversaire            | Rang  | Tour   | Score                     |
| -- | ------ | ---------------- | ----- | ------------ | --------------------- | ----- | ------ | ------------------------- |
| 1  | no 60  | Rome             | 2003  | Terre battue | Andre Agassi          | no 1  | 1/32   | 0-6, 7-63, 6-4            |
| 2  | no 66  | Rome             | 2004  | Terre battue | Sébastien Grosjean    | no 10 | 1/16   | 64-7, 6-3, 6-2            |
| 3  | no 57  | Hambourg         | 2004  | Terre battue | David Nalbandian      | no 6  | 1/32   | 6-2, 6-3                  |
| 4  | no 44  | Miami            | 2005  | Dur          | David Nalbandian      | no 9  | 1/16   | 7-60, 6-1                 |
| 5  | no 25  | Rome             | 2005  | Terre battue | Gastón Gaudio         | no 5  | 1/8    | 6-0, 6-1                  |
| 6  | no 21  | Roland-Garros    | 2005  | Terre battue | Gastón Gaudio         | no 6  | 1/8    | 2-6, 6-4, 7-65, 5-7, 6-4  |
| 7  | no 18  | Madrid           | 2005  | Dur (int.)   | Mariano Puerta        | no 10 | 1/8    | 65-7, 6-1, 6-4            |
| 8  | no 11  | Miami            | 2006  | Dur          | Andy Roddick          | no 4  | 1/4    | 6-3, 4-6, 6-4             |
| 9  | no 15  | World Team Cup   | 2006  | Terre battue | Ivan Ljubičić         | no 4  | Poules | 6-2, 6-2                  |
| 10 | no 16  | Cincinnati       | 2006  | Dur          | Márcos Baghdatís      | no 10 | 1/8    | 7-5, 6-4                  |
| 11 | no 16  | Auckland         | 2007  | Dur          | Tommy Robredo         | no 7  | Finale | 6-4, 6-2                  |
| 12 | no 16  | Monte-Carlo      | 2007  | Terre battue | Novak Djokovic        | no 7  | 1/8    | 7-5, 6-4                  |
| 13 | no 14  | Hambourg         | 2007  | Terre battue | Ivan Ljubičić         | no 8  | 1/8    | 6-3, 6-3                  |
| 14 | no 15  | Cincinnati       | 2007  | Dur          | Andy Roddick          | no 4  | 1/8    | 7-64, 6-4                 |
| 15 | no 15  | US Open          | 2007  | Dur          | Rafael Nadal          | no 2  | 1/8    | 63-7, 6-4, 7-64, 6-2      |
| 16 | no 6   | Masters          | 2007  | Dur (int.)   | Novak Djokovic        | no 3  | Poules | 6-4, 6-4                  |
| 17 | no 6   | Masters          | 2007  | Dur (int.)   | Rafael Nadal          | no 2  | Poules | 4-6, 6-4, 6-3             |
| 18 | no 6   | Masters          | 2007  | Dur (int.)   | Richard Gasquet       | no 8  | Poules | 6-1, 6-1                  |
| 19 | no 6   | Masters          | 2007  | Dur (int.)   | Andy Roddick          | no 5  | 1/2    | 6-1, 6-3                  |
| 20 | no 5   | Coupe Davis      | 2008  | Terre battue | Andy Roddick          | no 8  | 1/2    | 7-65, 2-6, 1-6, 6-4, 8-6  |
| 21 | no 12  | Coupe Davis      | 2009  | Terre battue | Novak Djokovic        | no 3  | 1/8    | 6-3, 6-3, 7-64            |
| 22 | no 17  | Rome             | 2010  | Terre battue | Andy Murray           | no 5  | 1/8    | 6-3, 6-4                  |
| 23 | no 17  | Rome             | 2010  | Terre battue | Jo-Wilfried Tsonga    | no 10 | 1/4    | 6-4, 6-1                  |
| 24 | no 17  | Rome             | 2010  | Terre battue | Fernando Verdasco     | no 9  | 1/2    | 7-5, 6-3                  |
| 25 | no 12  | Madrid           | 2010  | Terre battue | Andy Murray           | no 4  | 1/4    | 7-5, 6-3                  |
| 26 | no 11  | Kuala Lumpur     | 2010  | Dur (int.)   | Tomáš Berdych         | no 7  | 1/4    | 4-6, 7-5, 6-4             |
| 27 | no 11  | Pékin            | 2010  | Dur          | Robin Söderling       | no 5  | 1/4    | 6-2, 6-4                  |
| 28 | no 8   | Valence          | 2010  | Dur (int.)   | Robin Söderling       | no 5  | 1/2    | 6-3, 3-6, 6-3             |
| 29 | no 7   | Open d'Australie | 2011  | Dur          | Rafael Nadal          | no 1  | 1/4    | 6-4, 6-2, 6-3             |
| 30 | no 6   | Monte-Carlo      | 2011  | Terre battue | Jürgen Melzer         | no 9  | 1/2    | 6-3, 6-2                  |
| 31 | no 6   | Barcelone        | 2011  | Terre battue | Jürgen Melzer         | no 8  | 1/4    | 6-3, 6-3                  |
| 32 | no 6   | Coupe Davis      | 2011  | Dur (int.)   | Andy Roddick          | no 10 | 1/4    | 7-69, 7-5, 6-3            |
| 33 | no 6   | Coupe Davis      | 2011  | Dur (int.)   | Mardy Fish            | no 8  | 1/4    | 7-5, 7-63, 5-7, 7-65      |
| 34 | no 5   | Masters          | 2011  | Dur (int.)   | Andy Murray           | no 3  | Poules | 6-4, 7-5                  |
| 35 | no 5   | Masters          | 2011  | Dur (int.)   | Novak Djokovic        | no 1  | Poules | 6-3, 6-1                  |
| 36 | no 6   | Roland-Garros    | 2012  | Terre battue | Andy Murray           | no 4  | 1/4    | 6-4, 63-7, 6-3, 6-2       |
| 37 | no 5   | Wimbledon        | 2012  | Gazon        | Juan Martín del Potro | no 9  | 1/8    | 6-3, 6-2, 6-3             |
| 38 | no 5   | Båstad           | 2012  | Terre battue | Nicolás Almagro       | no 10 | Finale | 6-2, 6-2                  |
| 39 | no 5   | US Open          | 2012  | Dur          | Janko Tipsarević      | no 9  | 1/4    | 6-3, 65-7, 2-6, 6-3, 7-64 |
| 40 | no 5   | Coupe Davis      | 2012  | Terre battue | John Isner            | no 10 | 1/2    | 63-7, 6-3, 6-4, 6-2       |
| 41 | no 5   | Paris-Bercy      | 2012  | Dur (int.)   | Jo-Wilfried Tsonga    | no 7  | 1/4    | 6-2, 7-5                  |
| 42 | no 5   | Masters          | 2012  | Dur (int.)   | Juan Martín del Potro | no 7  | Poules | 6-3, 3-6, 6-4             |
| 43 | no 5   | Masters          | 2012  | Dur (int.)   | Janko Tipsarević      | no 9  | Poules | 4-6, 6-3, 6-1             |
| 44 | no 5   | Coupe Davis      | 2012  | Dur (int.)   | Tomáš Berdych         | no 6  | Finale | 6-2, 6-3, 7-5             |
| 45 | no 5   | Roland-Garros    | 2013  | Terre battue | Jo-Wilfried Tsonga    | no 8  | 1/2    | 6-1, 7-63, 6-2            |
| 46 | no 3   | Paris-Bercy      | 2013  | Dur (int.)   | Tomáš Berdych         | no 6  | 1/4    | 4-6, 7-5, 6-3             |
| 47 | no 3   | Paris-Bercy      | 2013  | Dur (int.)   | Rafael Nadal          | no 1  | 1/2    | 6-3, 7-5                  |
| 48 | no 6   | Monte-Carlo      | 2014  | Terre battue | Rafael Nadal          | no 1  | 1/4    | 7-61, 6-4                 |
| 49 | no 5   | Madrid           | 2014  | Terre battue | John Isner            | no 10 | 1/8    | 6-4, 6-4                  |
| 50 | no 10  | Doha             | 2015  | Dur          | Tomáš Berdych         | no 7  | Finale | 6-4, 7-5                  |
| 51 | no 9   | Acapulco         | 2015  | Dur          | Kei Nishikori         | no 5  | Finale | 6-3, 7-5                  |
| 52 | no 8   | Roland-Garros    | 2015  | Terre battue | Marin Čilić           | no 10 | 1/8    | 6-2, 6-2, 6-4             |
| 53 | no 31  | Cincinnati       | 2017  | Dur          | Dominic Thiem         | no 8  | 1/4    | 6-3, 6-3                  |
| 54 | no 155 | Miami            | 2019  | Dur          | Alexander Zverev      | no 3  | 1/32   | 2-6, 7-5, 6-3             |

## Classements ATP en fin de saison
| Année          | 2000 | 2001 | 2002 | 2003 | 2004 | 2005 | 2006 | 2007 | 2008 | 2009 | 2010 | 2011 | 2012 | 2013 | 2014 | 2015 | 2016 | 2017 | 2018 |
| Rang en simple | 407  | 219  | 59   | 71   | 48   | 15   | 14   | 5    | 12   | 17   | 7    | 5    | 5    | 3    | 10   | 7    | 21   | 37   | 126  |
| Rang en double | 838  | 535  | 558  | 146  | 166  | 43   | 139  | 268  | 295  | 88   | 215  | 544  | 353  | -    | 567  | 372  | -    | 550  | -    |

Source : (en) Classements de David Ferrer sur le site officiel de la Fédération internationale de tennis